# Dijon
Dijon [diˈʒɔ̃] (Ausspracheⓘ) ist eine Stadt mit 159.941 Einwohnern (Stand 1. Januar 2022) im Osten Frankreichs. Sie ist die Hauptstadt des Départements Côte-d’Or und der Region Bourgogne-Franche-Comté.
Dijon ist ein Verkehrs-, Handels- und Industriezentrum und Sitz der Université de Bourgogne, die 1722 gegründet wurde. Die Stadt ist berühmt für ihren Senf und ein wichtiger Handelsplatz für Burgunderweine.

## Geografie

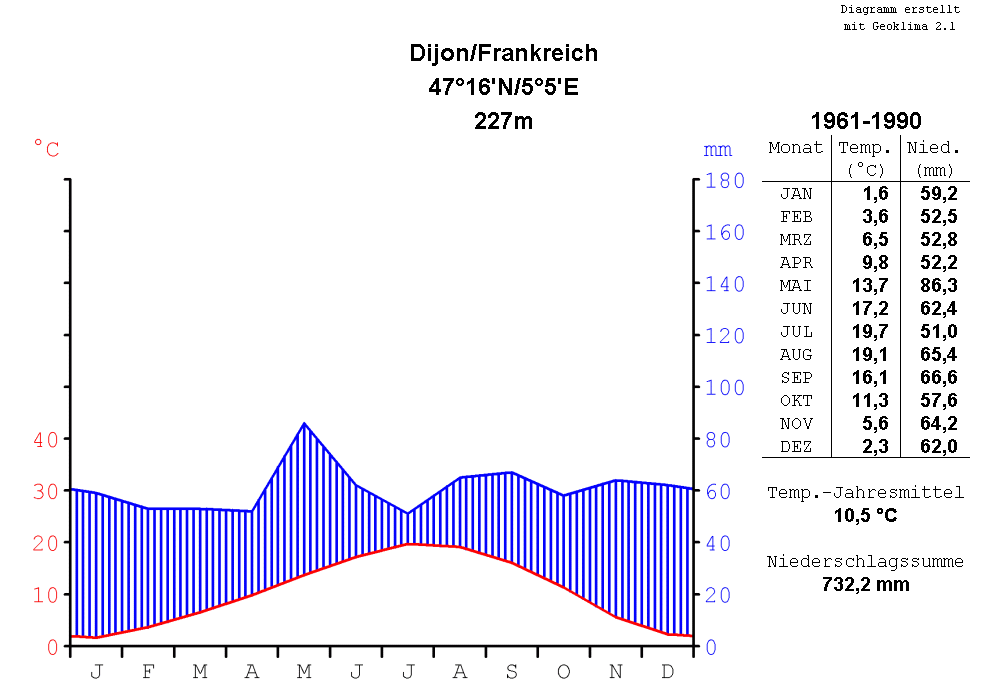
Klimadiagramm von Dijon

Dijon liegt am Westrand der Saône-Ebene und am Fuß des nördlichen Ausläufers der Côte d’Or. Durch die Stadt fließen die Ouche und der Suzon; sie liegt am Canal de Bourgogne, der die Stadt mit der Saône und der Yonne verbindet.

## Geschichte

### Antike
Die frühesten Funde im Gebiet der heutigen Stadt Dijon stammen aus der Hallstattzeit, einer Epoche der Eisenzeit. In gallo-römischer Zeit existierte hier nur ein relativ unbedeutender Ort, der den Namen Divio (Varianten: Diviodunum, Dibio, Castrum divionense) trug. Er lag an der Grenze der civitates der Lingonen und Haeduer und gehörte zur Provinz Gallia Belgica. Der Missionar Benignus von Dijon, der nach christlicher Überlieferung lange in Dijon gewirkt hatte, soll hier im 2. oder 3. Jahrhundert den Märtyrertod erlitten haben.
Literarisch ist der Ort erst bei frühmittelalterlichen Autoren bezeugt. Gregor von Tours berichtet, dass Aurelian den Ort befestigt habe. Diesen Schritt unternahm der römische Kaiser wohl um 273 n. Chr. wegen anhaltender Germaneneinfälle. Laut Gregor lag die einen Umfang von etwa 1200 m aufweisende befestigte Siedlung nördlich der Ouche und wurde vom Suzon durchflossen, mit dessen Wasserkraft Mühlen betrieben wurden. Unweit westlich des Orts befanden sich fruchtbare Weinberge. In der Nähe verlief auch die Via Agrippa, eine von Lyon (lat./keltisch Lugdunum) nach Trier (lateinisch Augusta Treverorum) führende Römerstraße.

### Mittelalter

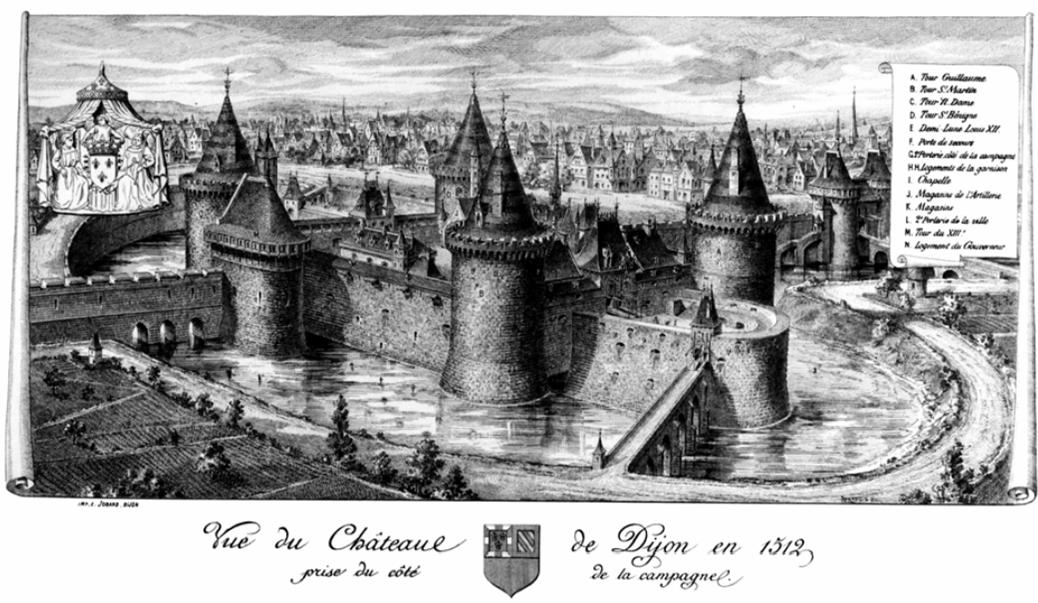
Château de Dijon (1512)

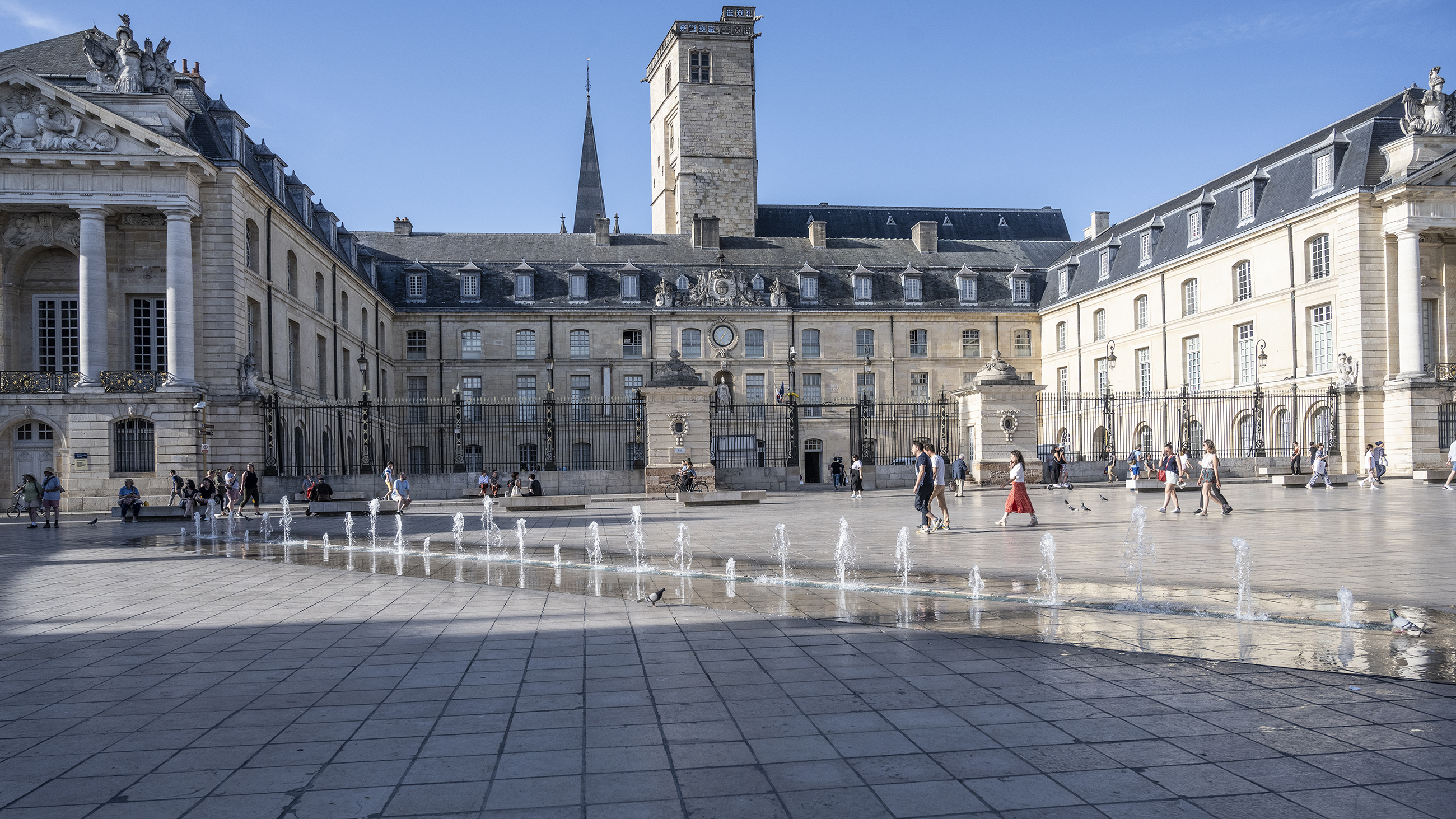
Palais des Ducs an der Place de la Libération

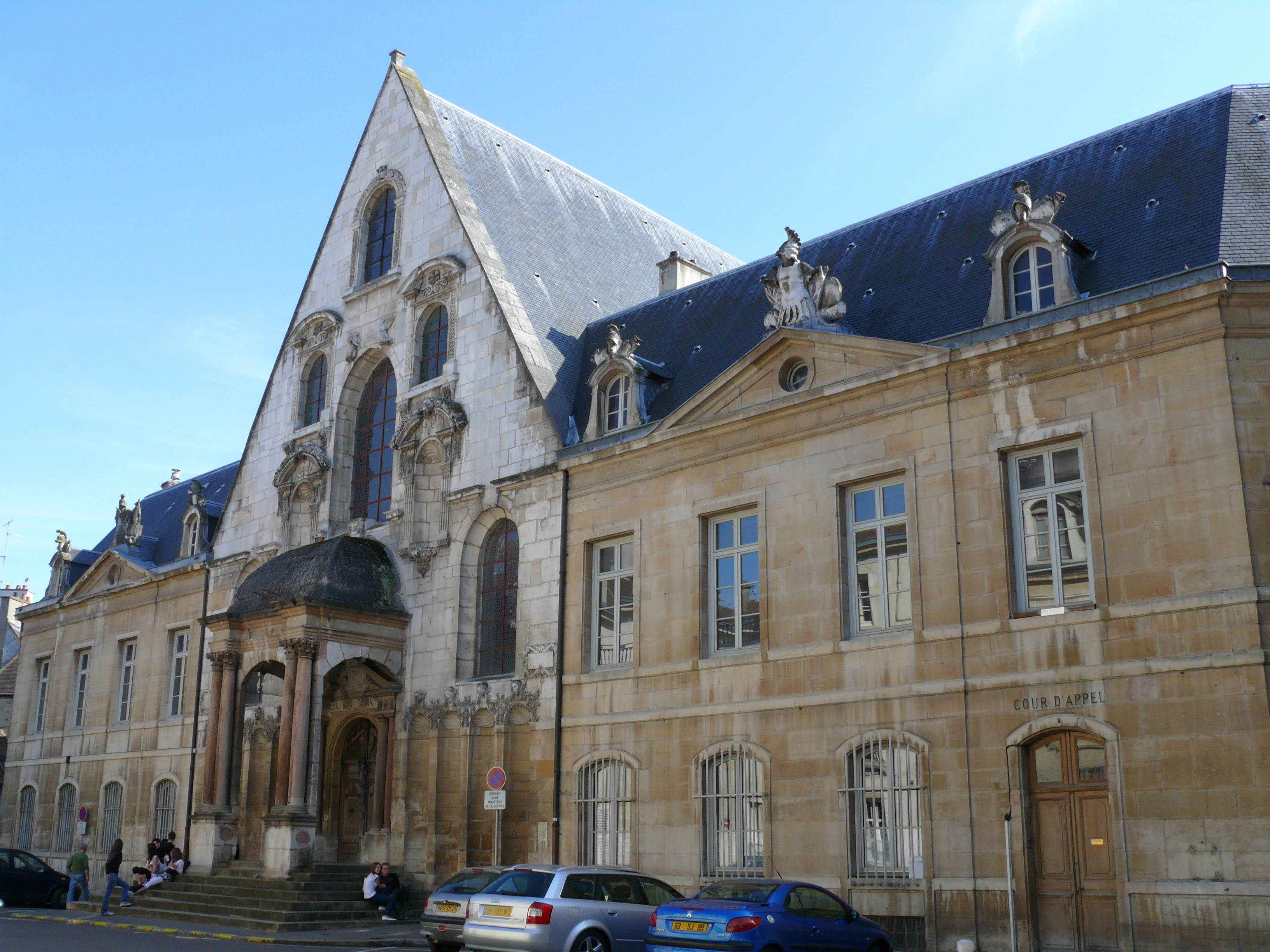
Palais de Justice

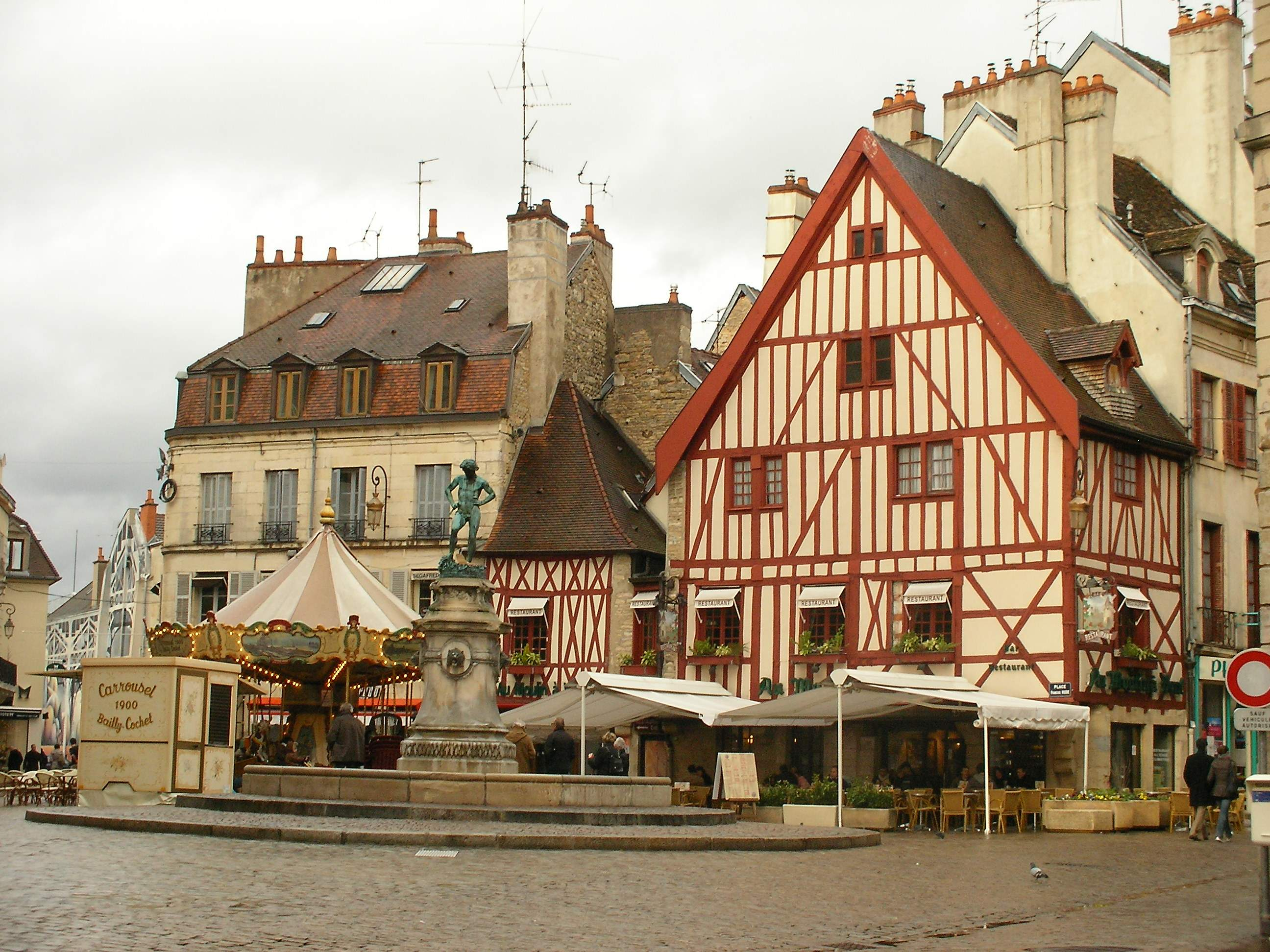
Fachwerkhaus und Zierbrunnen Fontaine du Bareuzai an der Place François Rude

In den 470er Jahren gelangte Dijon unter die Herrschaft der Burgunden. Im Jahr 500 besiegten die Franken unter Chlodwig I. die Burgunden unter Gundobad in der Schlacht bei Dijon. 525 erfolgte hier die Gründung der mächtigen Abtei Saint-Bénigne. Es ist anzunehmen, dass Dijon auch Standort einer Königspfalz der Merowinger war. 737 wurde Dijon durch die Sarazenen, 888 durch die Normannen eingeäschert.
Zur Zeit der Karolinger kam Dijon im 9. Jahrhundert unter die Herrschaft der Bischöfe von Langres, von denen es die Grafen von Dijon zu Lehen hatten. Nachdem der letzte dieser Grafen 1007 verstorben war, gelangte die Stadt 1016 durch Kauf in den Besitz des Königs Robert II. des Frommen, der sie in das Herzogtum Burgund eingliederte und zu dessen Metropole machte. 1032 kam Dijon mit Burgund als Apanage an die Prinzen der Herrscherdynastie der Kapetinger. In Dijon wurden drei Kirchenversammlungen (Concilia Divonensia), 1077, 1116 und 1199, abgehalten.
Am 28. Juni 1137 zerstörte eine Feuersbrunst die Stadt, welche unter Herzog Hugo II. erneut aufgebaut wurde. Herzog Hugo III. erteilte Dijon 1187 das Stadtrecht und die Vorstadt Saint-Bénigne wurde mit einer Stadtmauer umgeben und eingegliedert. In dieser Zeit wurde auch das Krankenhaus der Charité gegründet. Durch die erwähnte Stadtrechtverleihung und die Abhaltung einer großen Messe nahm die Bedeutung von Dijon im 12. Jahrhundert zu.
Nachdem Philipp I. von Burgund 1361 gestorben war, übergab der französische König Johann II. der Gute 1364 das Herzogtum Burgund mit Dijon als Hauptstadt an seinen Sohn, Philipp den Kühnen. Dieser erwarb 1377 einige Grundstücke vor den Toren der Stadt und errichtete 1384 die Chartreuse de Champmol, ein Kartäuserkloster und die künftige Grabstätte der Herzöge von Burgund.
Im Gegensatz zu den anderen Teilen seines Reichs verwaltete Philipp der Kühne Burgund selbst und etablierte einen ihn bei dieser Regierungstätigkeit unterstützenden ständigen Rat, der in Dijon tagte. Die Stadt war auch der Ort der zeitweilig erfolgenden Zusammenkunft einer 1386 gegründeten, u. a. aus Delegierten des Adels und der größeren Städte bestehenden Ständeversammlung, die nur vom Herzog einberufen werden konnte. Unter Philipp dem Kühnen und seinen Nachfolgern, die alle aus dem Haus Valois stammten und von 1364 bis 1477 über Burgund herrschten, erlebte Dijon eine kulturelle Blütezeit. Es war eine Residenz dieser Herzöge, deren glänzender Hof Musiker und Künstler anzog.
Nach dem Tod von Karl dem Kühnen im Januar 1477 ließ der französische König Ludwig XI. Burgund besetzen. Im Juni 1477 kam es in Dijon zu einem spontanen Aufstand, der sich im Land ausbreitete, aber rasch vom zum Statthalter Burgunds ernannten Charles d’Amboise gedämpft wurde. Ludwig XI. ließ ab 1478 eine Festung (das Château de Dijon) auf der heutigen Place Grangier errichten, von dem keine Überreste erhalten sind. Dieses sollte, ebenso wie die Burgen von Beaune und Auxonne, seine Herrschaft über das Herzogtum Burgund militärisch absichern. 1510 wurde die Festung vollendet. Später wurde sie Gefängnis und 1887 abgerissen; in der Mitte des freien Platzes wurde ein Postgebäude errichtet. Ludwig XI. ließ auch das Parlament für Burgund aus dem aufständischen Beaune nach Dijon transferieren. Der König besuchte am 31. Juli 1479 persönlich die Stadt, wo er in der Kirche Saint-Bénigne den Lehnseid seiner neuen Untertanen entgegennahm und die Privilegien Dijons bestätigte. Das Parlament, das bis zur Französischen Revolution 1789 existierte, erhielt 1524 einen eigenen Flügel am Palais de Justice. Die Seitenflügel wurden später barock umgestaltet.

### Neuzeit

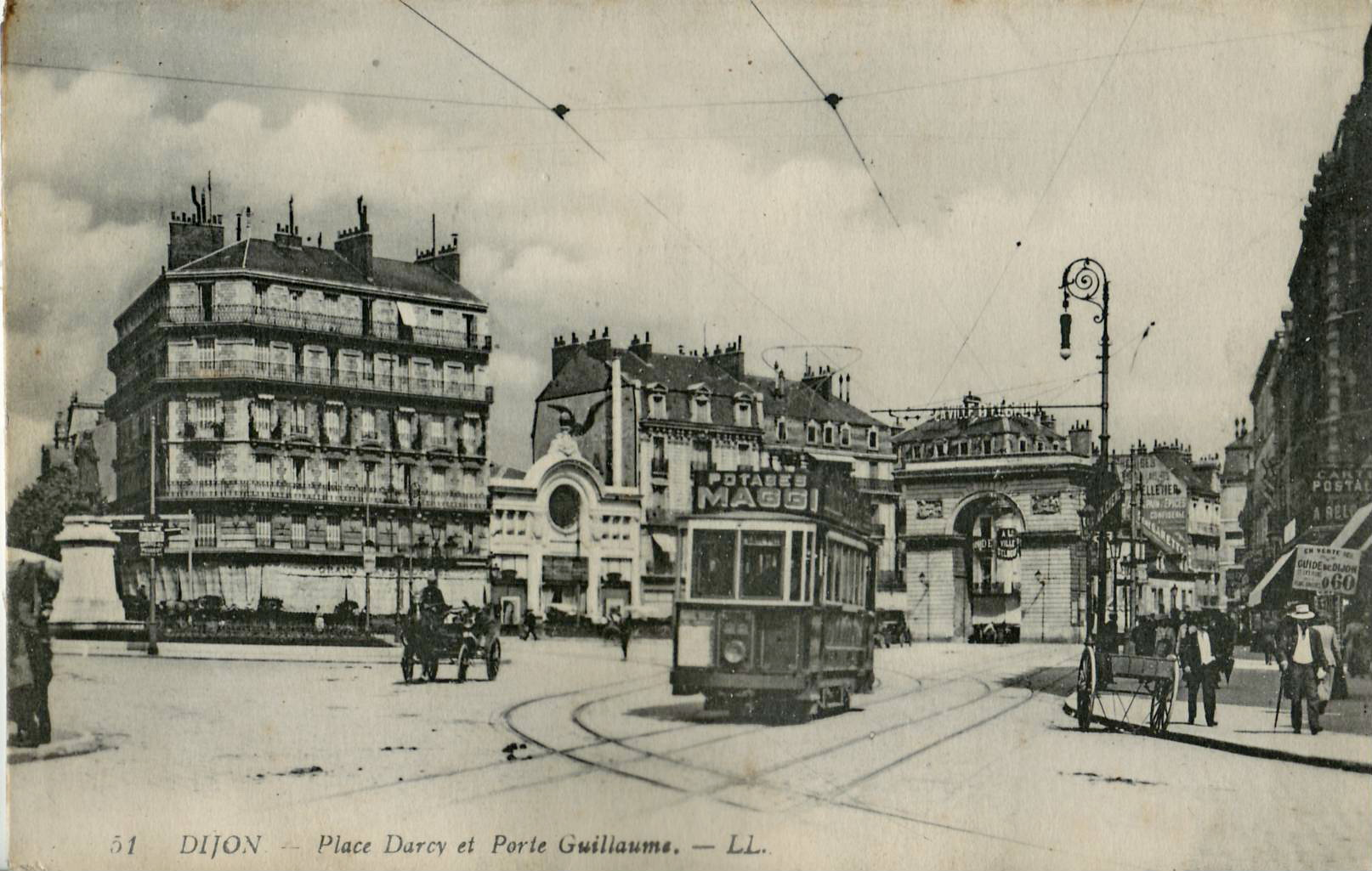
Place Darcy und Porte Guillaume mit Straßenbahntriebwagen (vor 1919)

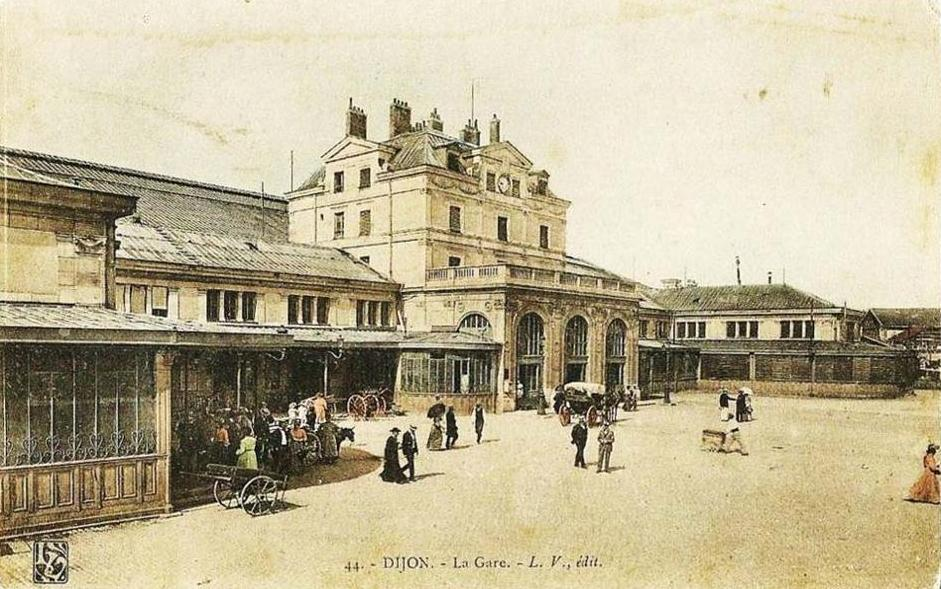
Empfangsgebäude des Bahnhofs an der Place da la Gare (vor 1911)

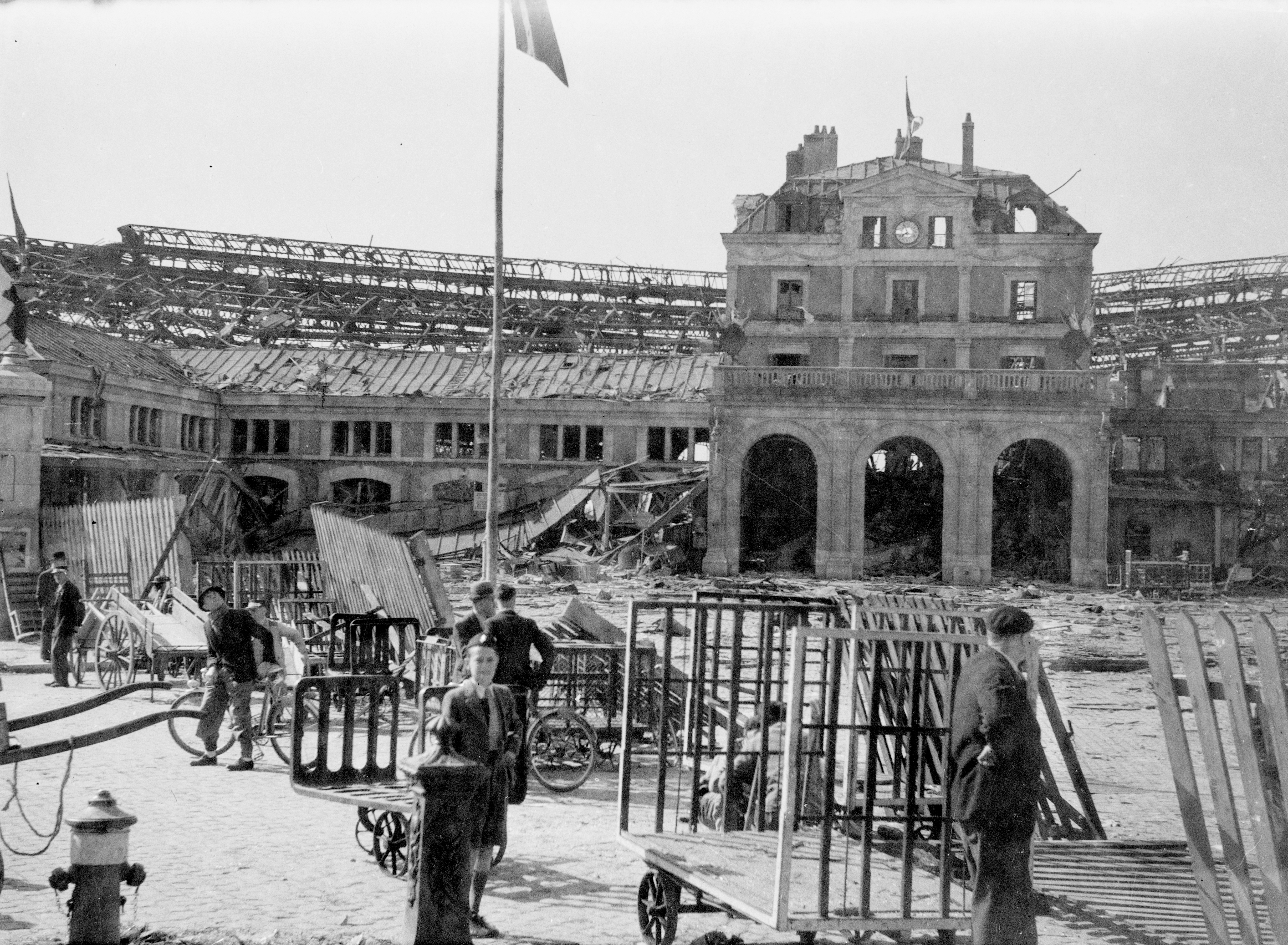
Zerstörter Bahnhof Dijon-Ville (1944)

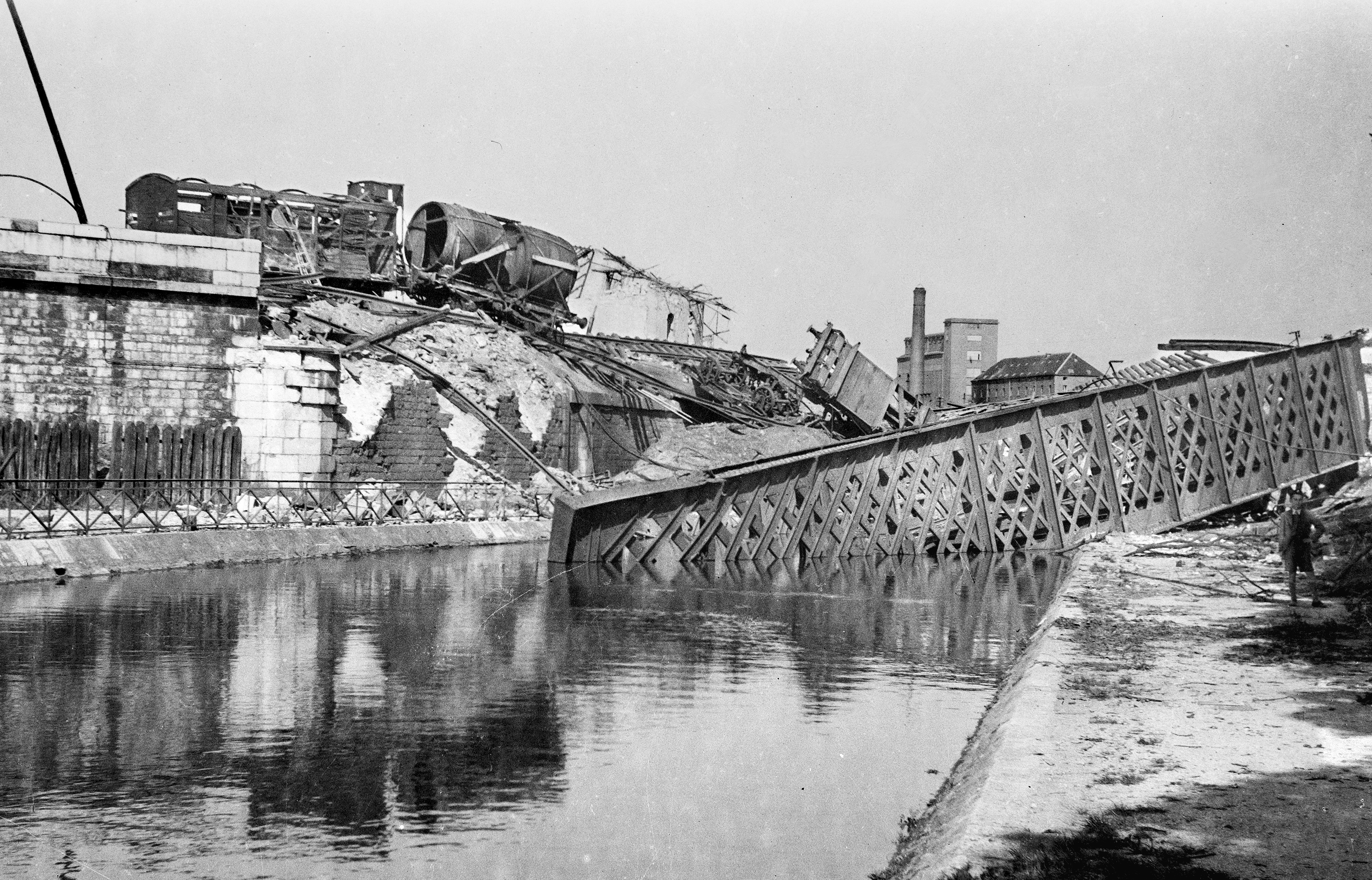
Von der Wehrmacht beim Abzug gesprengte Brücke über den Canal de Bourgogne (September 1944)

Dijon war 1513 dem Angriff von 20.000 Schweizern und Deutschen ausgesetzt (Dijonerzug). Der französische Statthalter Louis II. de La Trémoille musste nach wenigen Tagen kapitulieren, weitgehend die eidgenössischen Forderungen erfüllen und eine hohe Kriegsentschädigung versprechen, woraufhin das Belagerungsheer wieder abzog. In den Hugenottenkriegen stand die Stadt stets auf Seite der Katholiken, blieb aber von den Massakern im Gefolge der Bartholomäusnacht (1572) verschont. Sie unterwarf sich 1595 König Heinrich IV.
Im 17. und 18. Jahrhundert begann der Aufstieg zu einer Großstadt. Besonders im 18. Jahrhundert war Dijon eine prosperierende Stadt. 1722 wurde in Dijon die Universität gegründet und 1731 das Bistum Dijon errichtet, dessen Kathedrale die alte Abteikirche des Klosters Saint-Bénigne wurde. 1740 wurde vom Burgunder Parlament die Akademie der Wissenschaften, der Künste und Literaturwissenschaft ins Leben gerufen. Des Weiteren wurden in dieser Zeit auch ein botanischer Garten und ein Naturkundemuseum eingerichtet.
Am 18. Juli 1766 gastierte anlässlich eines Gouverneurbesuchs Wolfgang Amadeus Mozart – er war damals zehn Jahre alt – mit seinem Vater und seiner Schwester in der Stadt. Gemeinsam gaben sie ein Konzert.
Zu einem vorübergehenden Niedergang von Dijon kam es nach dem Ausbruch der Französischen Revolution (1789). Doch wuchs die Stadt im 19. Jahrhundert erneut. Der Abriss der alten Befestigungsanlagen wurde notwendig. 1833 wurde der Canal de Bourgogne fertiggestellt. 1851 wurden die ersten Eisenbahnverbindungen nach Dijon gelegt, als der spätere Kaiser Napoleon III. den Anschluss an die Bahnstrecke Paris–Marseille eröffnete. Hierdurch gelangte die Stadt zu erneutem Wohlstand.
Während des Deutsch-Französischen Kriegs fand am 30. Oktober 1870 bei Dijon ein Gefecht zwischen der badischen, zu August von Werders Korps gehörigen Division und vorgeschobenen Teilen der Armee von Lyon statt. Nachdem die Stadt selbst am 31. Oktober mehrere Stunden lang hartnäckigen Widerstand geleistet hatte, kapitulierte sie, und General Werder richtete dort sein Hauptquartier ein. Als gegen Ende Dezember 1870 die französische Ostarmee unter Charles Denis Bourbaki heranrückte, wurde Dijon am 27. Dezember von den Deutschen geräumt und am folgenden Tag von Giuseppe Garibaldi besetzt. Am 21. und 23. Januar 1871 fanden in der Gegend von Dijon Gefechte zwischen den Truppen Garibaldis und detachierten Abteilungen des 2. deutschen Armeekorps statt, durch die Garibaldi mit seinem Korps bei Dijon festgehalten wurde, während General Edwin von Manteuffel der Armee Bourbakis die Rückzugslinien abschnitt. Garibaldi musste, als Ende Januar General Hann von Weyhern anrückte, in der Nacht des 31. Januar die Stadt räumen, woraufhin am 1. Februar die Deutschen wieder einzogen. Am 10. Februar 1871 verlegte Manteuffel sein Hauptquartier nach Dijon.
1899 wurde Dijon „à titre collectif“ (als Gesamtheit seiner Bürger) in die Ehrenlegion (Légion d’honneur) aufgenommen, was eine Änderung des Stadtwappens zur Folge hatte.
1940 wurde die Stadt von der deutschen Wehrmacht bombardiert und besetzt. Drei der Flugzeuge, die Dijon bombardieren sollten, verflogen sich und bombardierten irrtümlich Freiburg im Breisgau. 
Nach der deutschen Besetzung der Stadt war von Februar bis Juni 1941 ein Teil des Frontstalags 155 in Dijon untergebracht. Am 7. März 1942 erschossen die Deutschen vier junge Primarschullehrer. Es existierten im Stadtgebiet mindestens zwei weitere Internierungsorte: die École Jules Ferry und das Maison d’arrêt de Dijon. In seiner Übersicht zur „Lage der administrativen Internierungszentren im Dezember 1944“ führt der Historiker Dennis Peschanski zwei weitere zu Dijon gehörende Internierungseinrichtungen auf: „Clos-Sainte-Marie à Dijon“ mit 81 Insassen und „Dijon (MA)“ mit 128 Insassen. In solchen „administrativen Internierungszentren“ wurden unter dem Vichy-Regime politische Gegner nicht aufgrund dessen, was sie getan hatten, inhaftiert, sondern ohne richterlichen Beschluss alleine aufgrund der potenziellen Gefahr, die sie in den Augen der Machthaber darstellten. Ob die von Peschanski verwendete Abkürzung „MA“ für das von der AJPN erwähnte „Maison d’arrêt“ steht, ist nicht verifizierbar. 
Am 11. September 1944 wurde die Stadt von französischen Truppen der 1. Armee befreit. Vor ihrem Abzug sprengte die Wehrmacht die Eisenbahnbrücke Pont Eiffel über den Canal de Bourgogne und den Bahnhof.
1964 wurde etwas außerhalb westlich der Stadt der Stausee Lac Chanoine Kir angelegt, der nach dem damaligen Bürgermeister benannt ist und heute ein wichtiges Naherholungsgebiet darstellt. 1981 erfolgte der Anschluss an das TGV-Netz der französischen Eisenbahn.
Vom 12. bis 16. Juni 2020 fanden gewalttätige Ausschreitungen statt, die in der Geschichte der Stadt beispiellos sind, obwohl ihnen ähnliche Vorfälle in kleinerem Umfang in Nizza, Rouen und Troyes vorausgingen. In Dijon kam es in einem Viertel über mehrere Tage zu gewalttätigen Auseinandersetzungen, als Drogendealer und Tschetschenen aneinandergeraten waren.

## Bevölkerungsentwicklung
| Jahr                       | 1962    | 1968    | 1975    | 1982    | 1990    | 1999    | 2011    | 2019    | 2021    |
| Einwohner                  | 135.694 | 145.257 | 151.705 | 140.942 | 146.703 | 149.867 | 151.672 | 158.002 | 159.346 |
| Quellen: Cassini und INSEE |         |         |         |         |         |         |         |         |         |

## Politik

### Städtepartnerschaften
Dijon ist eine der Städte mit den meisten Städtepartnerschaften Frankreichs. Sie war eine der ersten französischen Städte, die sich am Ende des Zweiten Weltkriegs mit einer deutschen Stadt verschwisterte. Die meisten dieser Städtepartnerschaften wurden in den 1950er und 1960er Jahren durch den damaligen Bürgermeister und Kanonikus Félix Kir begründet.
Insgesamt listet die Stadt aktuell zehn Partnerstädte auf:
| Stadt                     | Land                   | seit |
| ------------------------- | ---------------------- | ---- |
| Cluj-Napoca (Klausenburg) | Rumänien               | 1965 |
| Dallas                    | Vereinigte Staaten     | 1957 |
| Guimarães                 | Portugal               | 2016 |
| Mainz                     | Deutschland            | 1958 |
| Opole (Oppeln)            | Polen                  | 2003 |
| Pécs                      | Ungarn                 | 1966 |
| Reggio nell’Emilia        | Italien                | 1963 |
| Skopje                    | Nordmazedonien         | 1961 |
| Wolgograd                 | Russland               | 1960 |
| York                      | Vereinigtes Königreich | 1953 |

### Wappen
Blasonierung: „Rot mit gespaltenen Schildhaupt, vorne innerhalb eines silber-rot gestückten Bordes Blau mit goldenen heraldischen Lilien bestreut, hinten innerhalb eines roten Bordes fünfmal von Gold und Blau schräg rechts geteilt.“
Wappengeschichte: Bis 1391 war das Wappen der Stadt Ledig Rot in altem französischen Dreiecksschild. Im selben Jahr wurde das heutige Wappen mit den Farben des Herzogs von Burgund, Philipp II. des Kühnen, im Schildhaupt eingeführt.
Während der Herrschaft Napoleon Bonapartes änderte sich das Wappen der Stadt als Stadt erster Ordnung (napoleonische Heraldik):
„Unter rotem Schildhaupt, darin drei goldene Bienen, geteilt, vorne innerhalb eines silber-rot gestückten Bordes in Blau ein goldener Rebstock mit vier Blättern und zwei Reben, hinten innerhalb eines roten Bordes fünfmal von Gold und Blau schräg rechts geteilt.“ in französischem Wappenschild (18. und 19. Jahrhundert).
Danach führte die Stadt wieder ihr heutiges Wappen, das 1899 um das Ordenskreuz der Ehrenlegion aus dem Schildhaupt ohne Band hängend erweitert wurde. 1962 wurde das Kreuz als Orden unter den Schild gesetzt, d. h., es erscheint nur im großen Stadtwappen mit den Prachtstücken, der Wappenschild selbst hat wieder seine alte Form von 1391.

Wappen bis 1391
Wappen seit 1391
Wappen unter Napoleon I. (22. Juni 1804–1815)
Wappen mit dem Orden der Ehrenlegion (1899–1962)

## Kultur

### Architektur

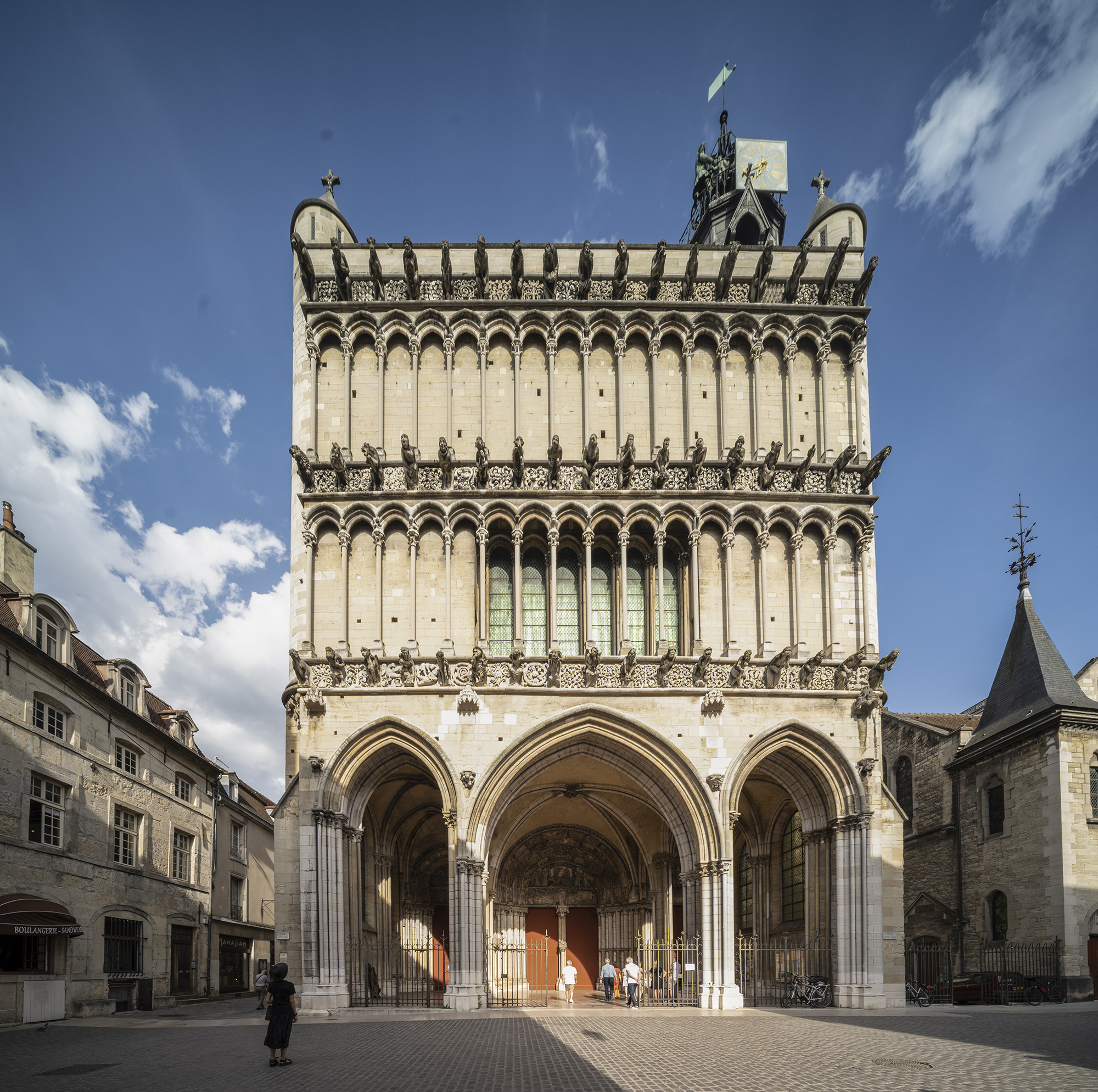
Fassade der Kirche Notre Dame

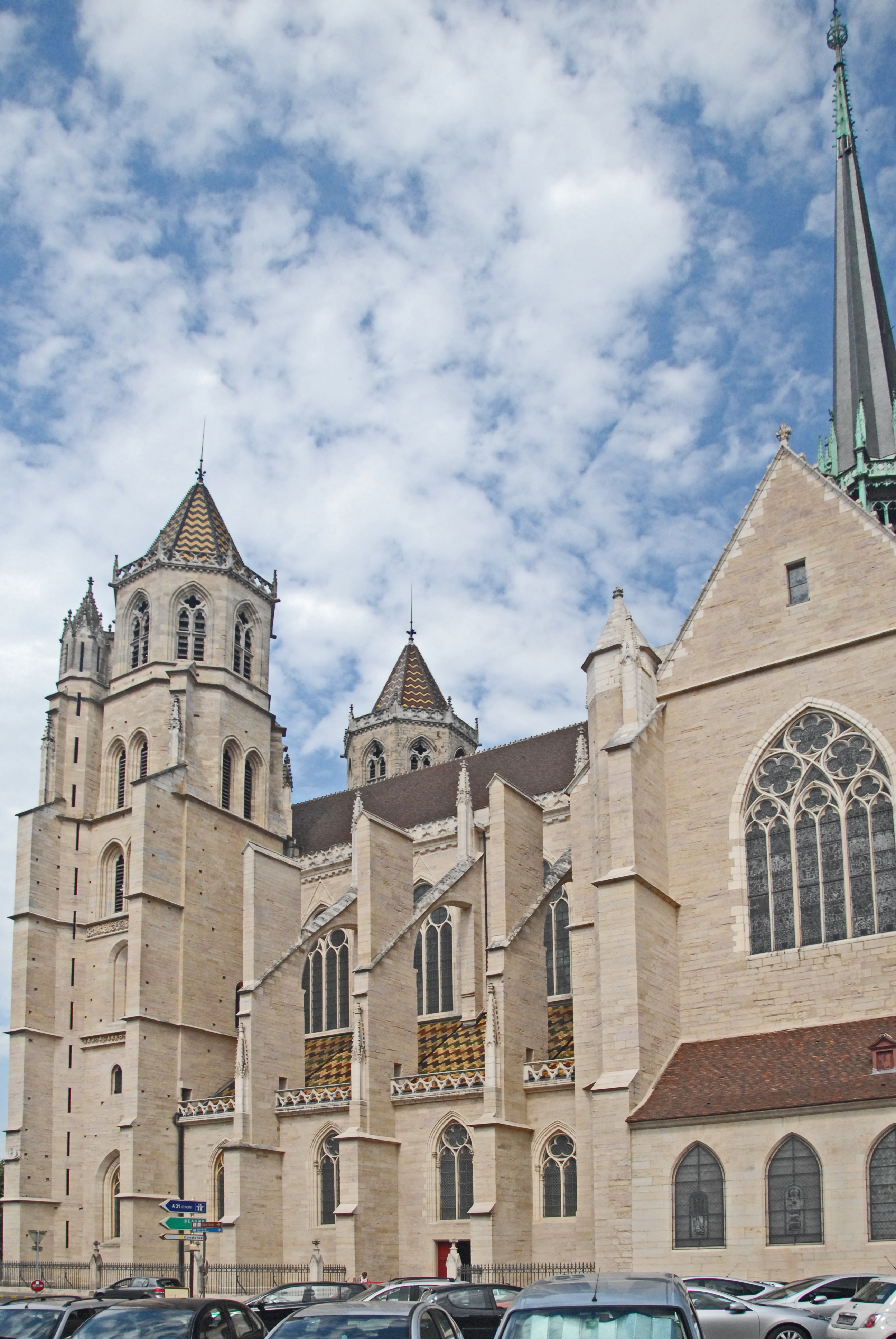
Ehemalige Abteikirche des Klosters Saint-Bénigne, heutige Kathedrale von Dijon

Der ehemalige herzogliche Palast am halbkreisförmigen, von Kolonnaden gesäumten Place de la Libération bildet bis heute den Mittelpunkt der Stadt, stammt aus dem späten 17. Jahrhundert und beherbergt heute im Westflügel das Rathaus. Der 46 Meter hohe Tour Philippe-le-Bon stammt aus dem 15. Jahrhundert. Im Viertel um den Herzogspalast stehen schöne Patrizierhäuser (Hôtels) aus dem Mittelalter und der Renaissance. Mehr als 70 von ihnen stehen als Monument historique unter nationalem Denkmalschutz des Base Mérimée.
Der Justizpalast stammt aus dem 15. und 16. Jahrhundert, er war ursprünglich der Sitz des Gerichtshofs von Burgund.
Die gotische Kathedrale von Dijon wurde 1271 bis 1325 nach Einsturz des Vorgängerbaus aus dem 11. Jahrhundert als Abteikirche des Klosters Saint-Bénigne errichtet; dessen Reste sind in der Krypta zu sehen, wo der Heilige Benignus von Dijon, einer der großen Missionare Burgunds, beigesetzt ist. In den erhalten gebliebenen Klostergebäuden ist das Archäologische Museum untergebracht.
Burgund ist eine Kulturlandschaft mit zahlreichen romanischen und gotischen Klöstern (siehe: Liste der Kirchen und Klöster in Burgund). Die Kirche Notre-Dame in Dijon wurde von 1220 bis 1250 im Stil der burgundischen Gotik erbaut, auffallend ist die ungewöhnliche Westfassade mit zwei Geschossen von Arkadenreihen. Das Mittelschiff ist ein Musterbeispiel für Hochgotik, die Kirche gilt als baukünstlerisch schönste, in den Abmessungen ausgewogenste Kirche Burgunds im 13. Jahrhundert.
Die spätgotische Kirche Saint-Michel wurde von 1499 bis 1525 erbaut und ist die größte Pfarrkirche von Dijon; sie birgt zahlreiche Kunstwerke. Die Klosterkirche der Bernhardinerinnen Sainte-Anne ist ein prächtiger italienischer Barockbau und beherbergt das Musée d’art sacré de Dijon (Museum sakraler Kunst). In den ehemaligen Konventgebäuden werden Exponate der Volkskunde gezeigt (Musée de la vie bourguignonne Perrin de Puycousin).
Von der Chartreuse de Champmol, ab 1377 als Kartäuserkloster und Grablege der Herzöge von Burgund außerhalb der damaligen Stadtmauern erbaut, finden sich nur noch geringe Reste auf dem heutigen Gelände einer psychiatrischen Klinik. Doch lohnt sich der Weg dorthin, denn im Garten des ehemaligen Klosters steht, von einem kapellenartigen Bau überbaut, eines der berühmtesten und großartigsten Kunstwerke der expressiven Spätgotik: Der 1395–1405 geschaffene Mosesbrunnen und das mit Statuen geschmückte Kapellenportal des aus Holland stammenden Bildhauers Claus Sluter. Die Prophetenfiguren und trauernden Engel waren für die Entwicklung der Bildhauerei Burgunds wegweisend. Die früher in der Kapelle befindlichen Grabmäler der Herzöge Philipp der Kühne und Johann Ohnefurcht sind heute im Musée des Beaux-Arts de Dijon aufgestellt; sie wurden während der Französischen Revolution zerschlagen und später rekonstruiert. Die Altäre des 1791 abgerissenen Klosters befinden sich heute teilweise im Kunstmuseum von Dijon, aber auch in internationalen Sammlungen wie dem Louvre in Paris oder Museen in Antwerpen, Washington oder Baltimore.
Die Synagoge aus dem 19. Jahrhundert wurde durch Félix Kir vor der Zerstörung gerettet. Der 1880 eröffnete Jardin Darcy ist der älteste öffentliche Park der Stadt.
Das Château de Pouilly vor den Toren der Stadt war der Landsitz der Familie Bouhier.

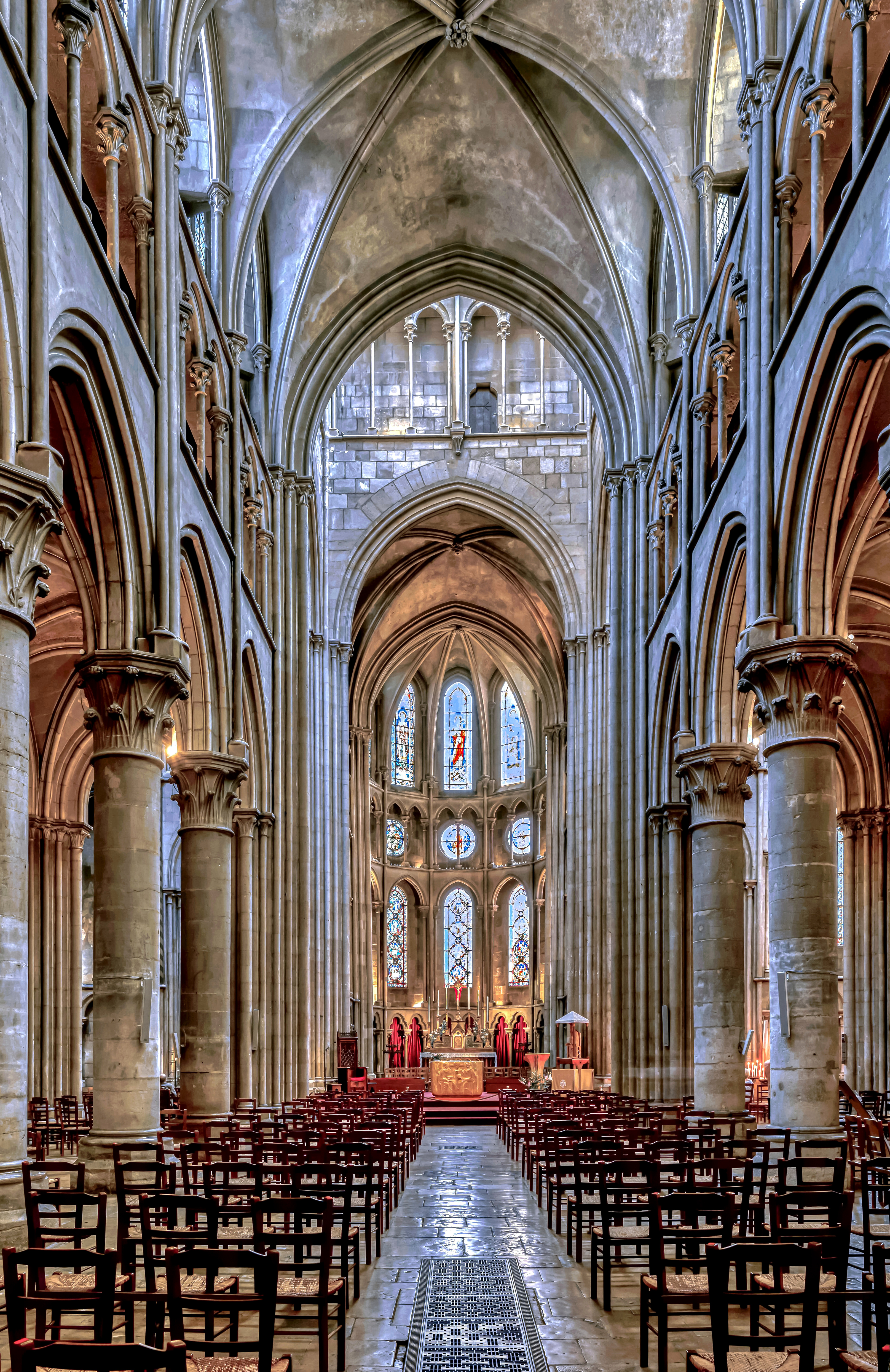
Kirchenschiff Notre-Dame
Kirche Saint-Michel
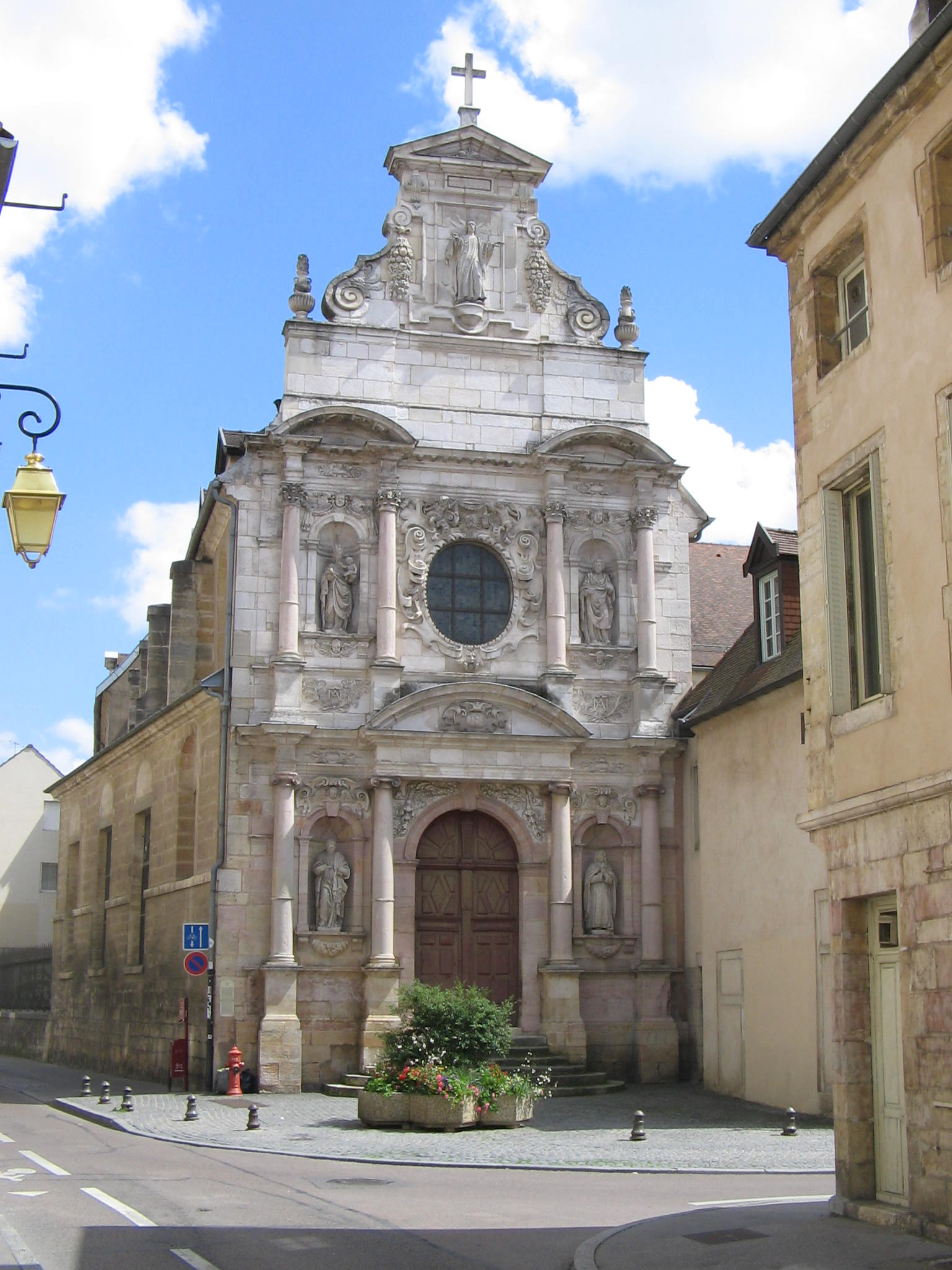
Kapelle der Karmeliter
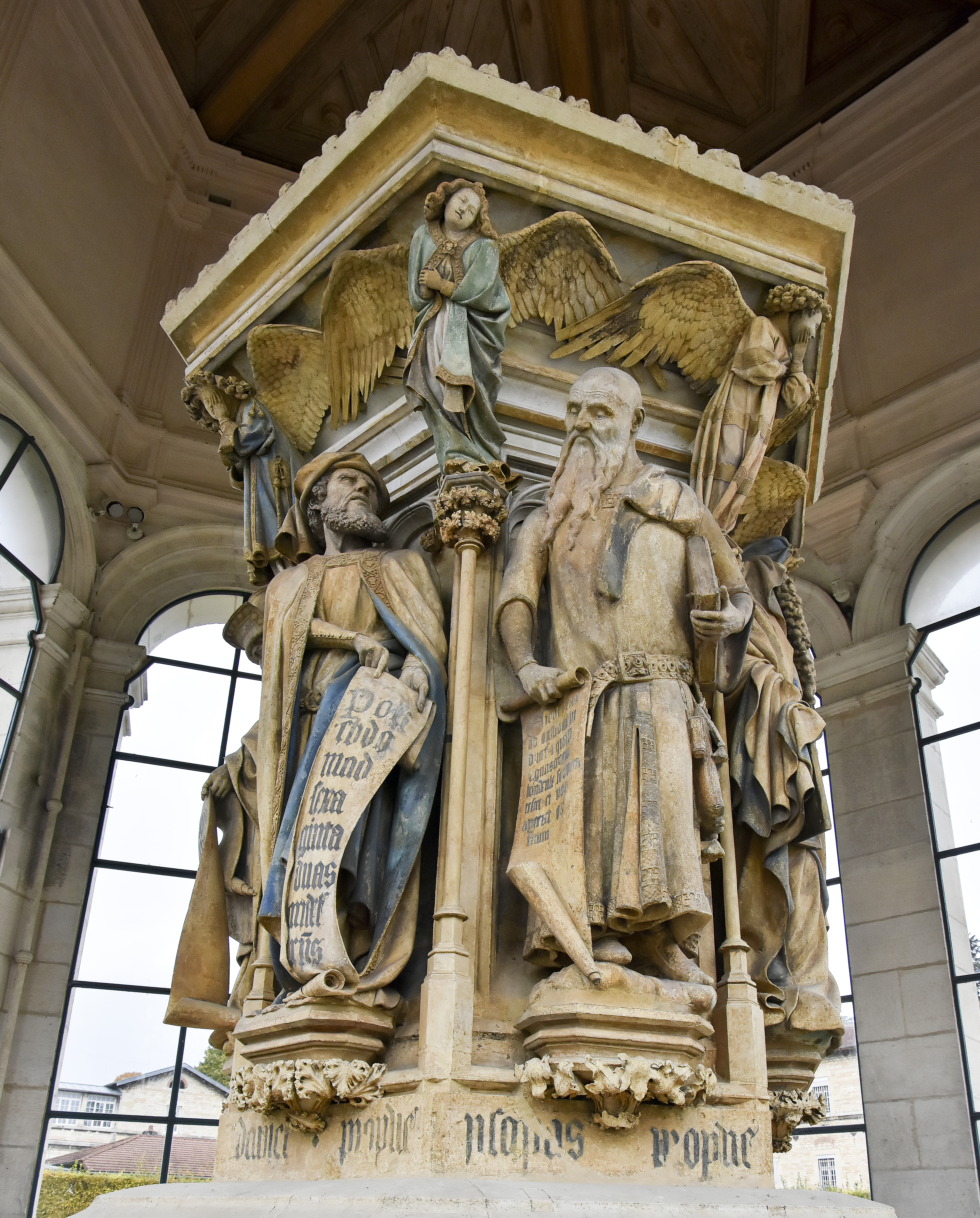
Mosesbrunnen von Claus Sluter in der Chartreuse de Champmol
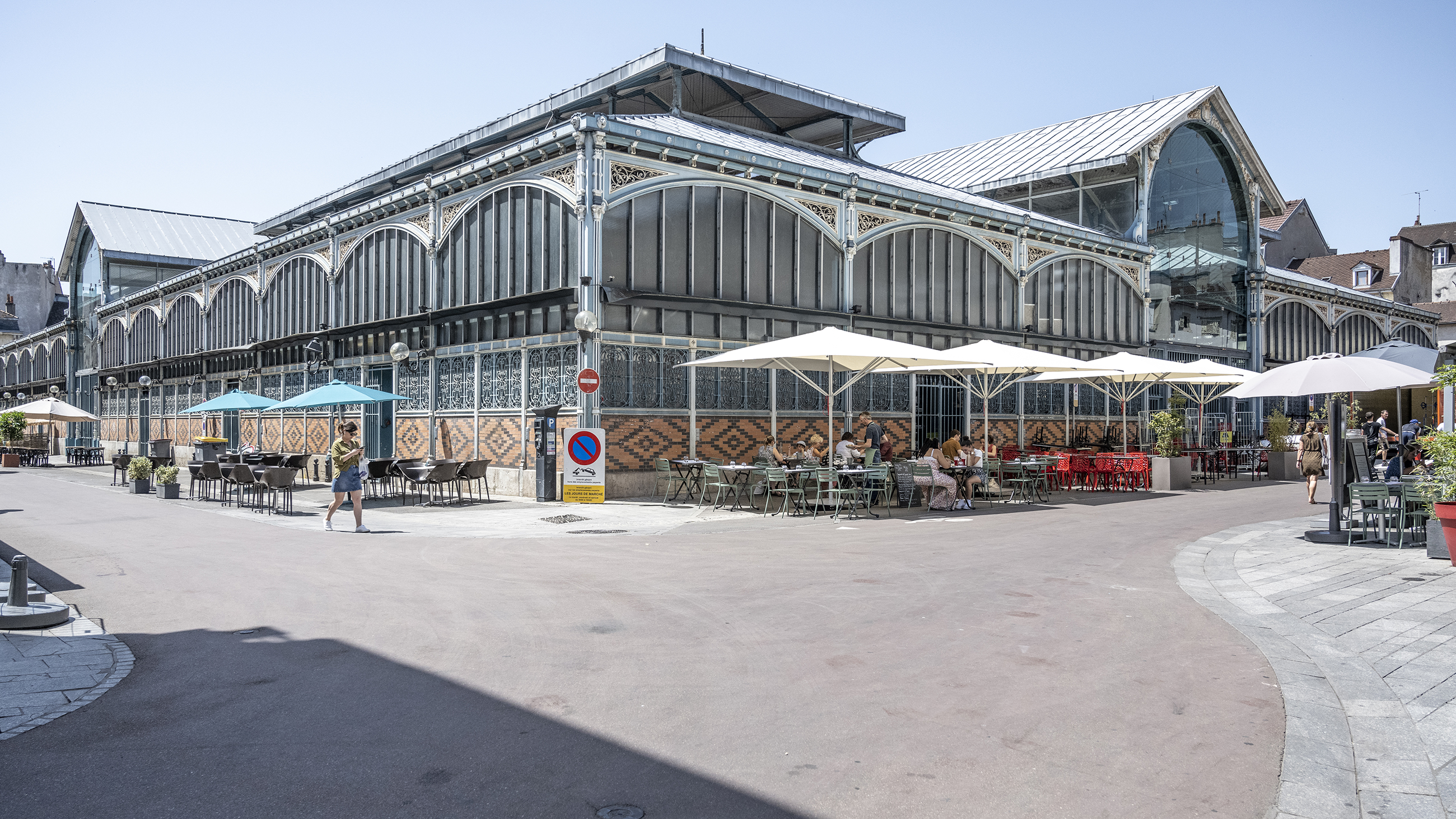
Markthalle
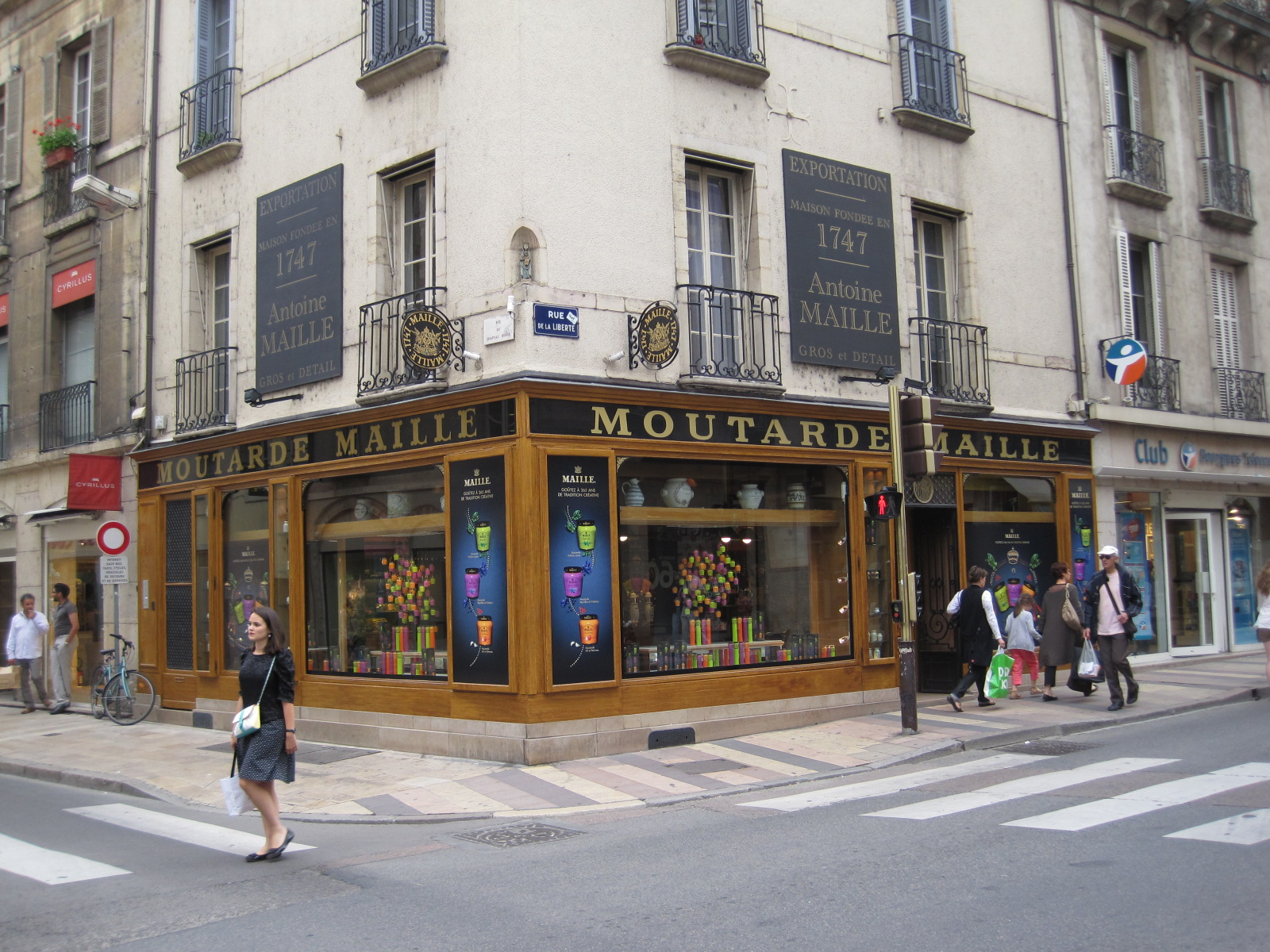
Senfgeschäft Maille (gegründet 1747)

### Museen
Dijon beheimatet namhafte Museen, die wichtige regionale Sammlungen präsentieren. Sie sind alle in Kulturdenkmälern untergebracht.

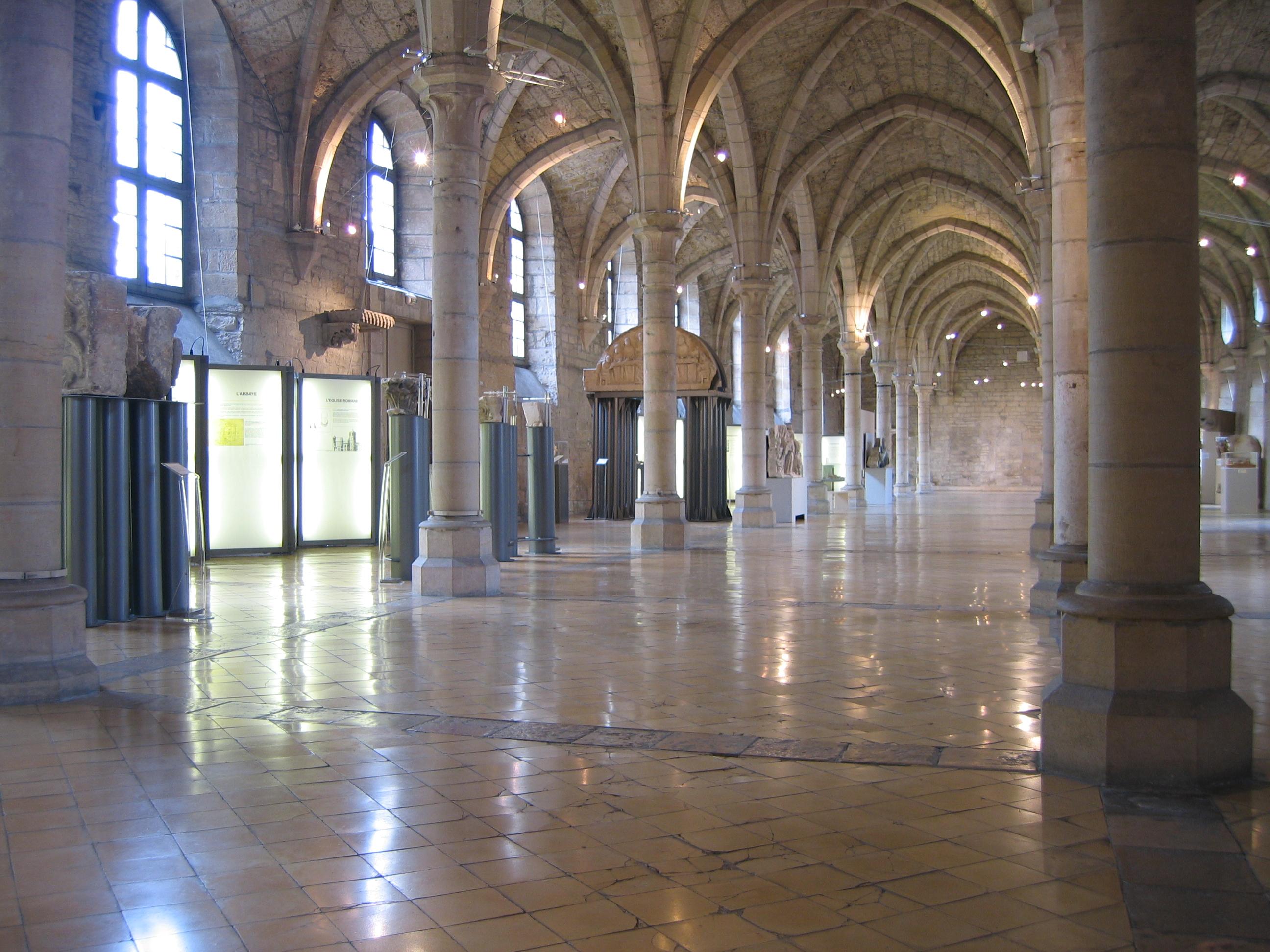
Mönchsdormitorium der ehemaligen Benediktinerabtei Saint-Bénigne, heute Ausstellungssaal des Archäologischen Museums

- Das Kunstmuseum ist eines der ältesten Museen von Frankreich. Es beherbergt Kunstwerke aus altägyptischer Zeit bis zum 20. Jahrhundert und ist im ehemaligen Palast der Herzöge von Burgund untergebracht.
- Das archäologische Museum ist in den Resten der Kollegiatkirche St. Benigne untergebracht. Hier werden vor allem Funde aus der Römerzeit und dem Mittelalter präsentiert. Auch der Christuskopf des geplanten Kreuzes für den Mosesbrunnen von Claus Sluter aus der Chartreuse de Champmol ist hier ausgestellt.
- Das Musée de la vie bourguignonne Perrin de Puycousin befindet sich im Kreuzgang des Klosters Monastère des Bernardines. Es präsentiert eine Sammlung des burgundischen ländlichen und städtischen Lebens aus dem Alltag des 18. bis zum Beginn des 20. Jahrhunderts.
- Das Musée d’art sacré de Dijon befindet sich auch in den Mauern des Monastère des Bernardines. Es zeigt eine Sammlung von liturgischen Gegenständen. Das Glanzlicht bildet die Skulptur „die Heimsuchung“, aus dem zerstörten Kloster des gleichen Namens.
- Das Musée Magnin zeigt eine beeindruckende Sammlung von Gemälden und Möbeln, gesammelt von Maurice Magnin und seiner Frau Jeanne. Es befindet sich im ehemaligen Hôtel Lantin, einem Hôtel particulier aus dem 17. Jahrhundert, rue des Bons Enfants.
- Das Musée Rude befindet sich im Querschiff der profanierten Kirche Saint-Étienne. Es beherbergt verschiedene Abgüsse von Büsten und Statuen des Bildhauers François Rude sowie archäologische Überreste eines römischen Kastell-Tors und einer romanischen Krypta.
- Die Gebäude des Naturhistorischen Museums – Planetarium – Garden of Science gehören zu den Sammlungen des Botanischen Gartens Arquebuse.
- Das Le Consortium ist ein Museum für zeitgenössische Kunst mit einer umfangreichen Sammlung. Es führt regelmäßig Wechselausstellungen durch.
- Bis 2006 gab es noch das Senfmuseum Musée de la moutarde de Dijon (Musée Amora), welches sich auf dem Gelände von Amora befand.

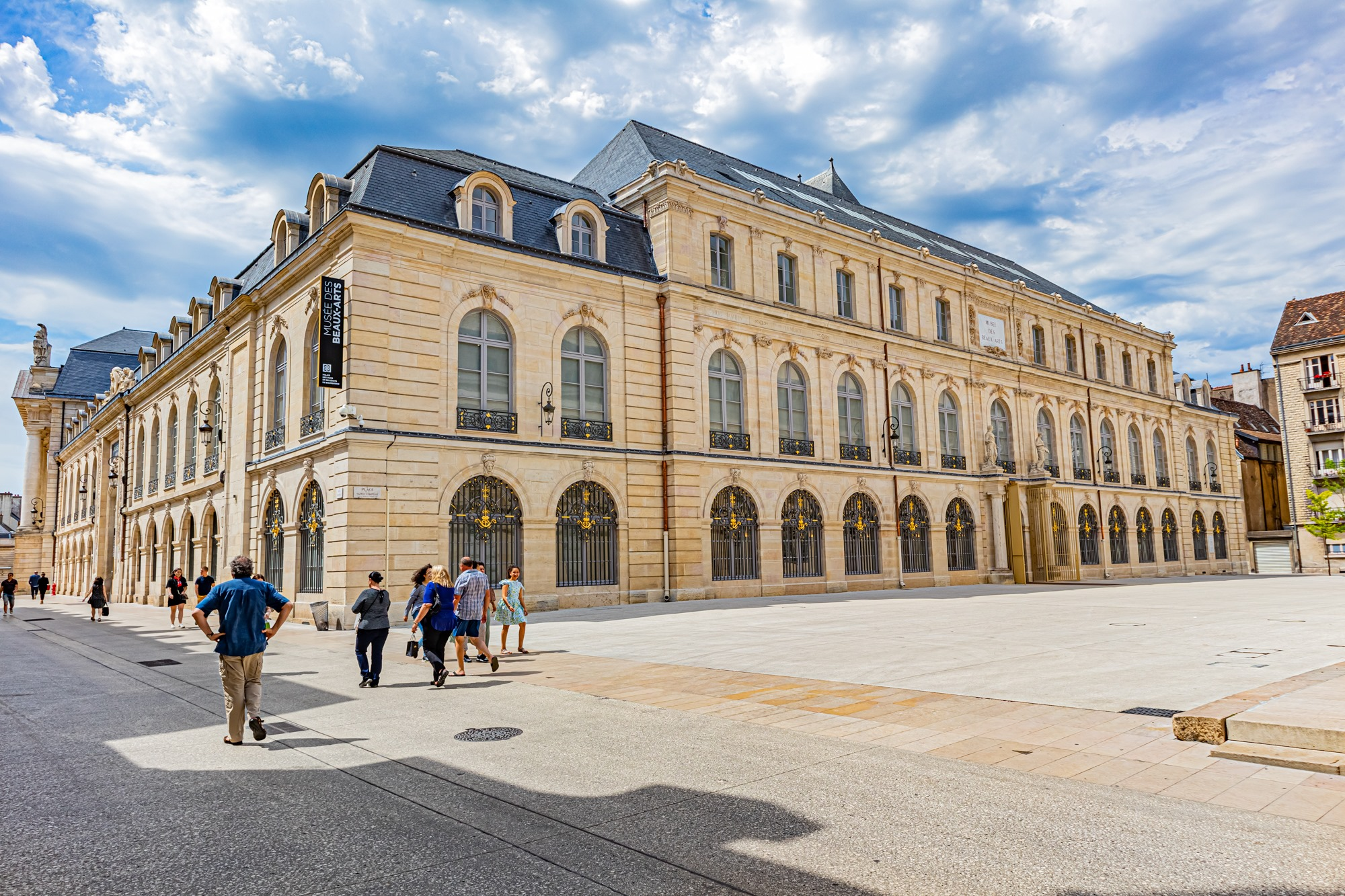
Kunstmuseum
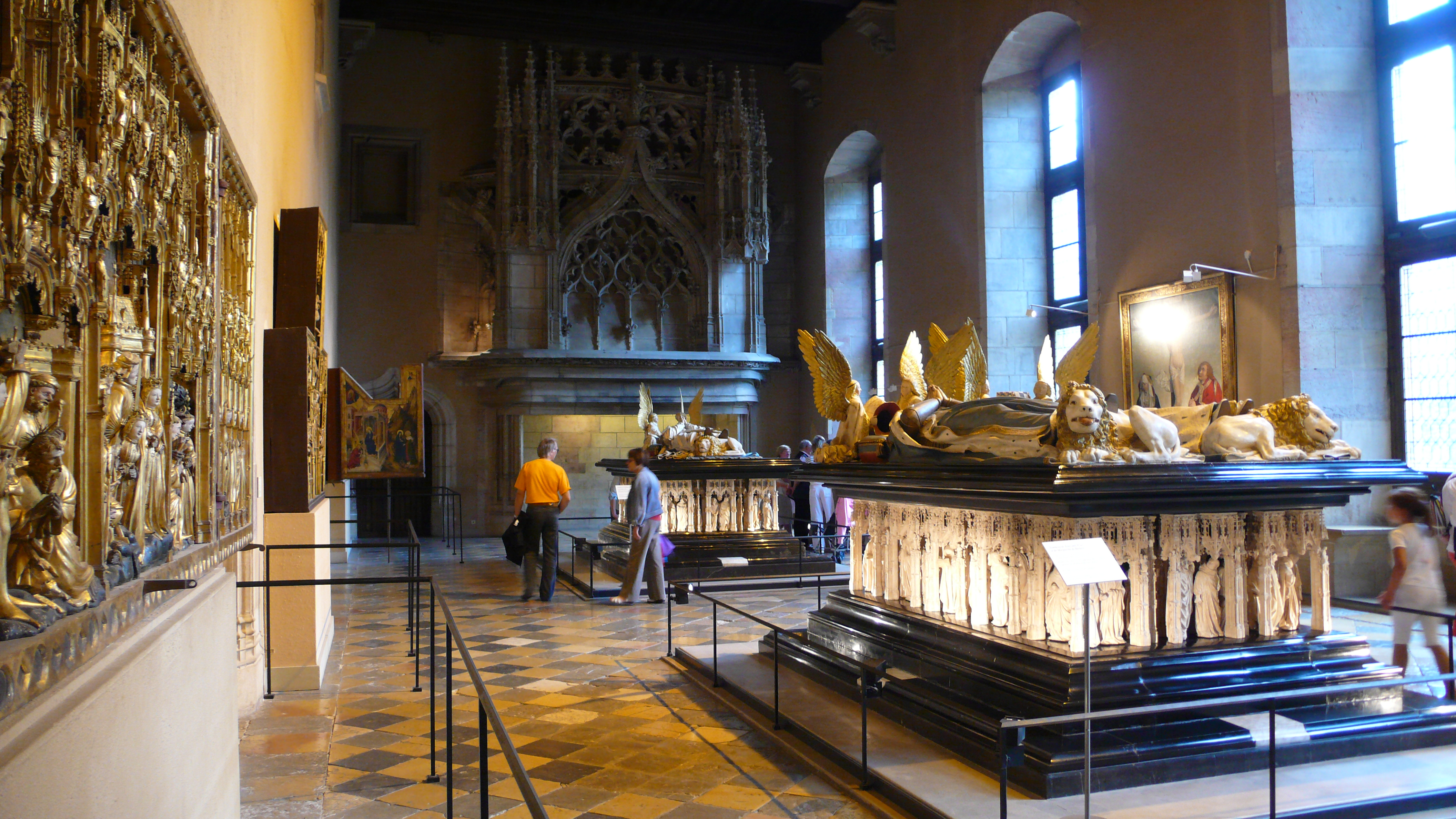
Kunstmuseum: Grabmale der Herzöge von Burgund
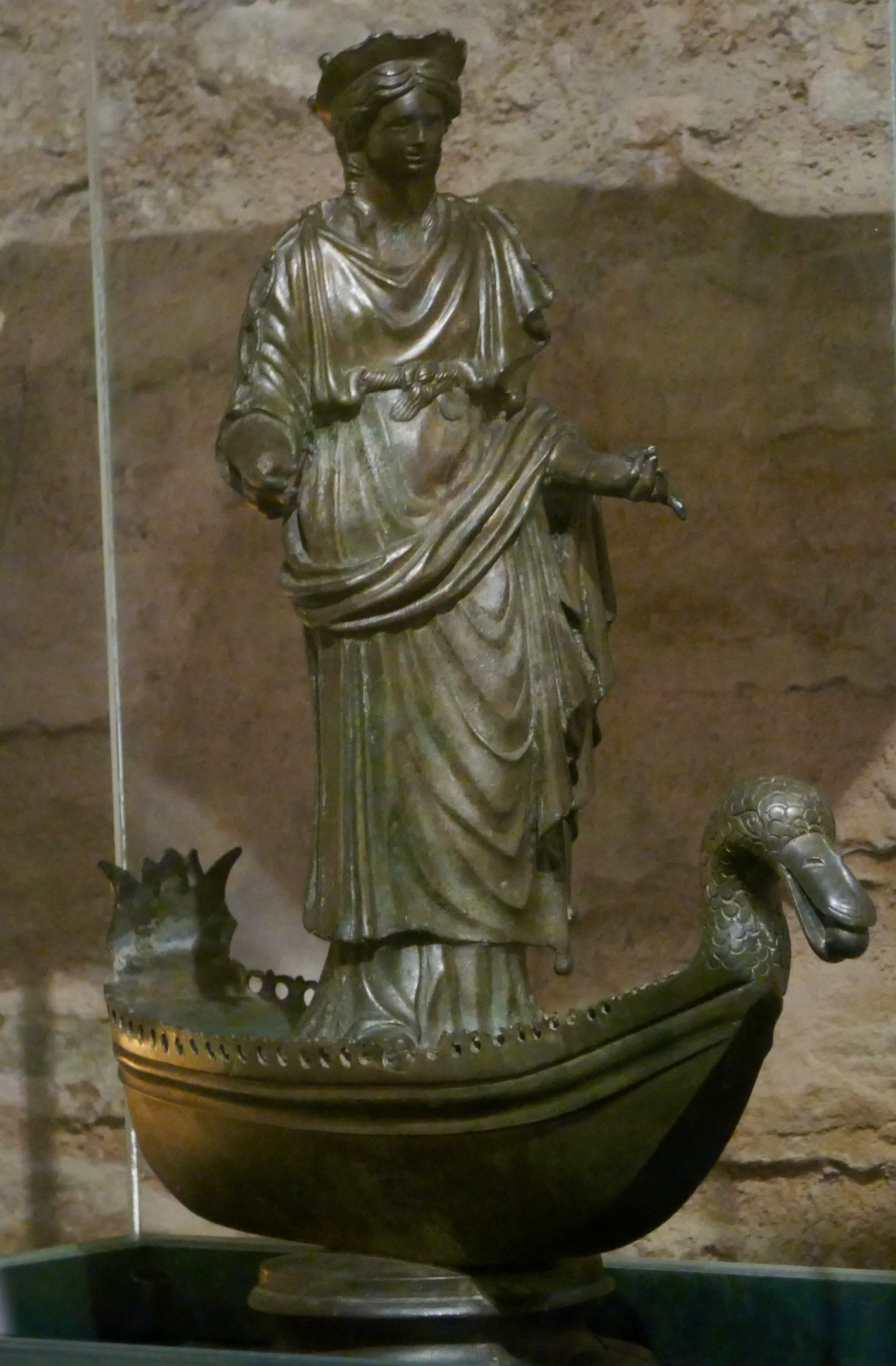
Archäologisches Museum: Seinegöttin Sequana
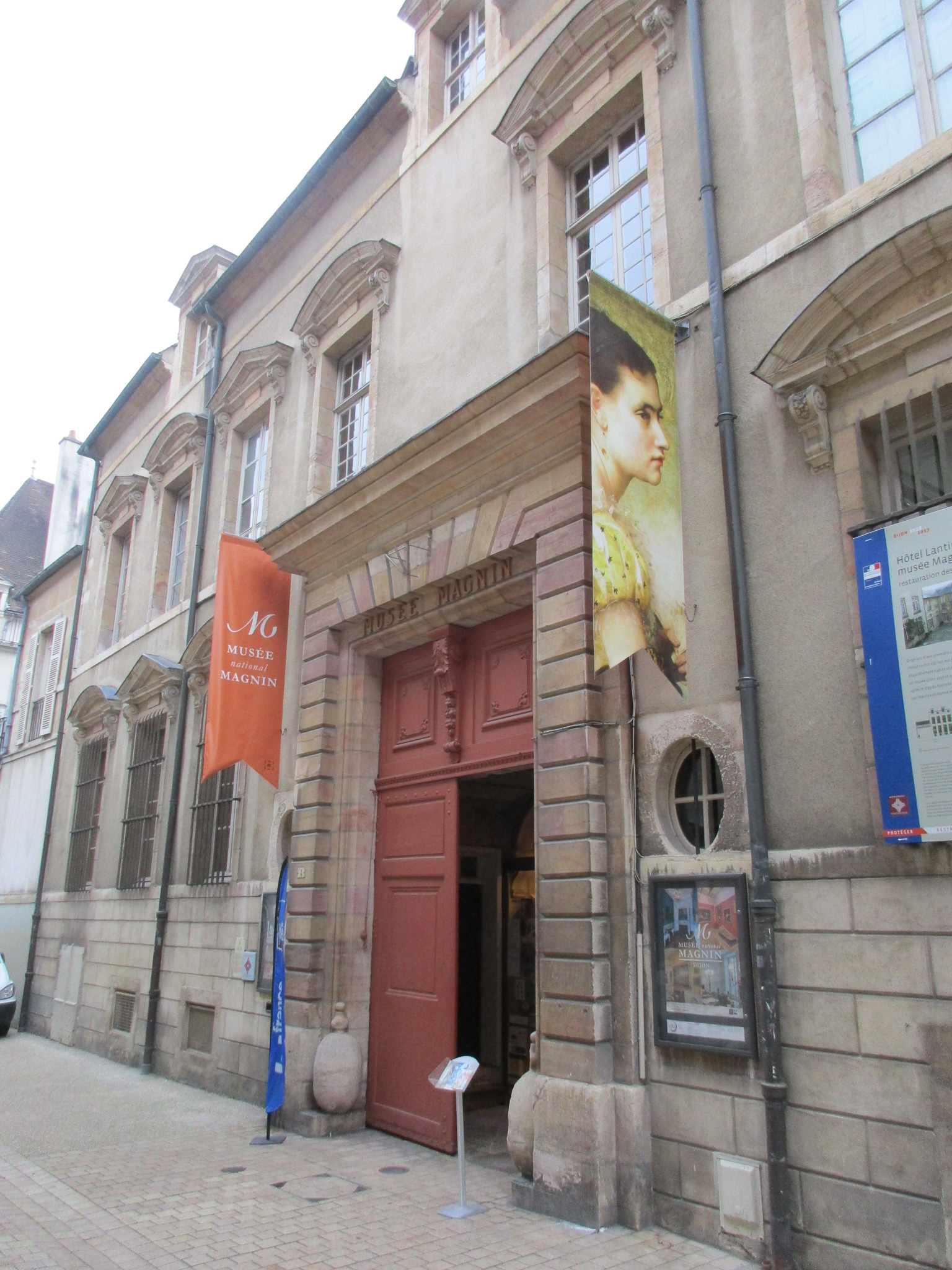
Musée Magnin
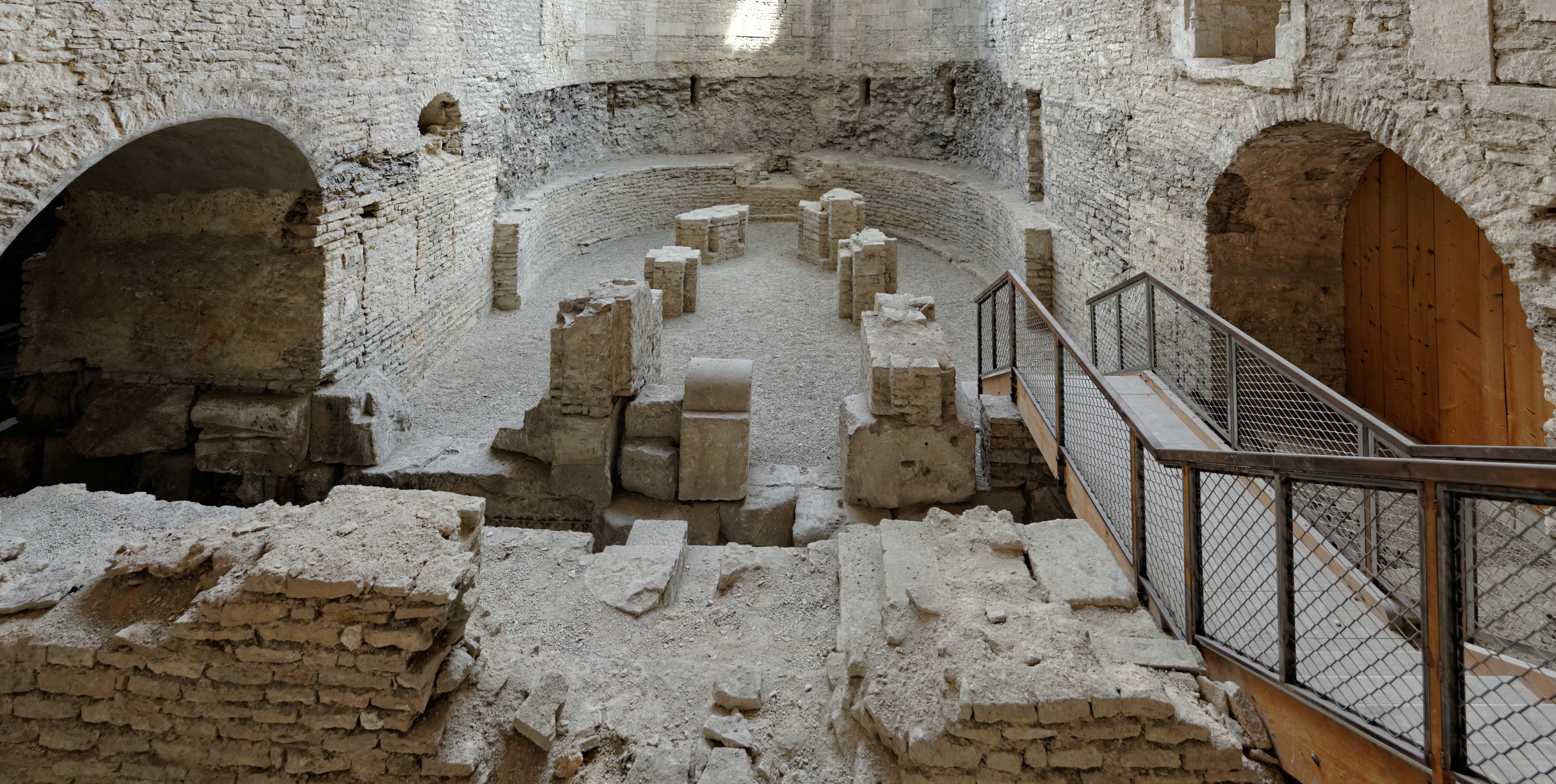
Musée Rude: Römisches Kastell-Tor und romanische Krypta
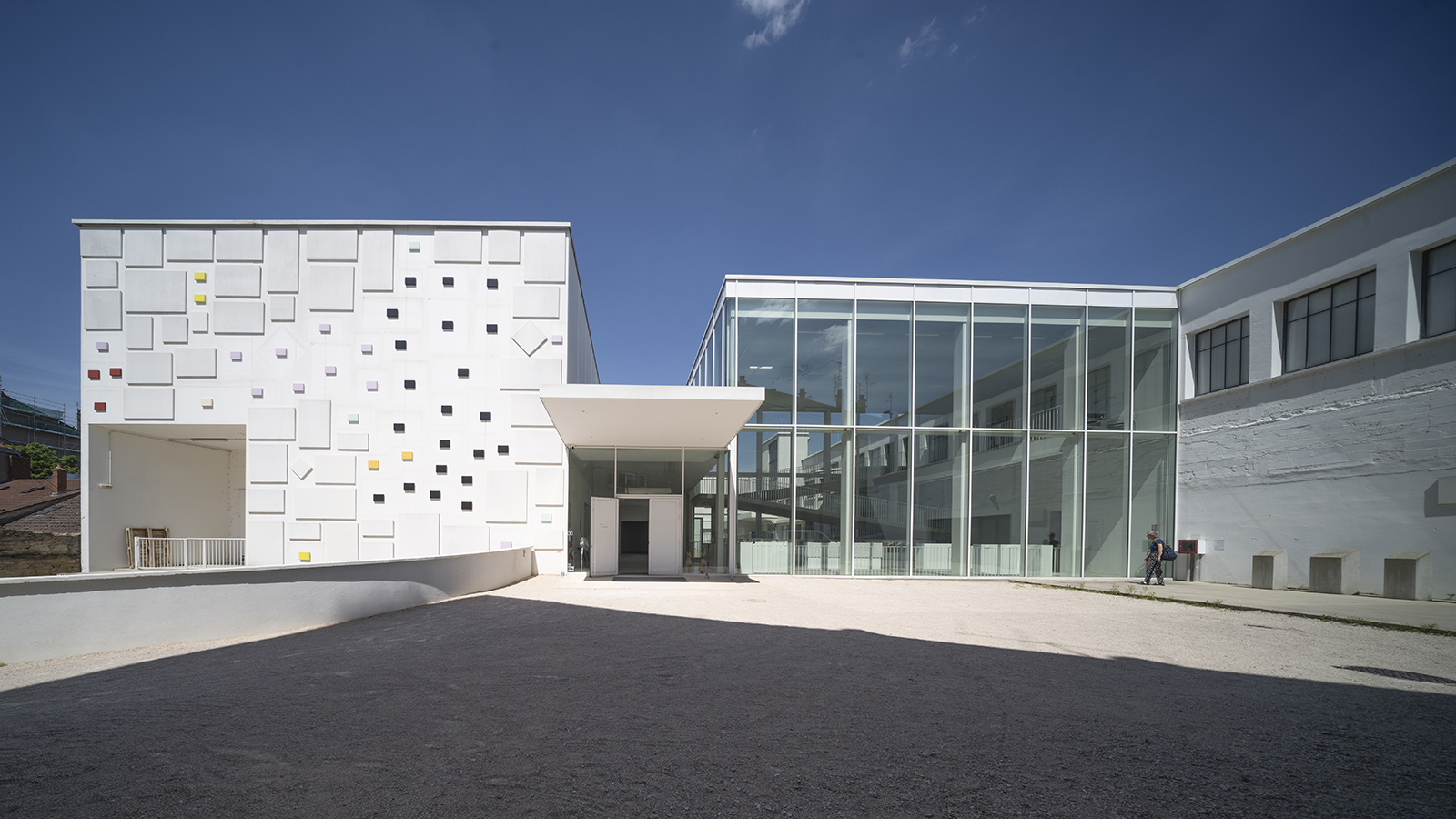
Le Consortium, Museum für zeitgenössische Kunst

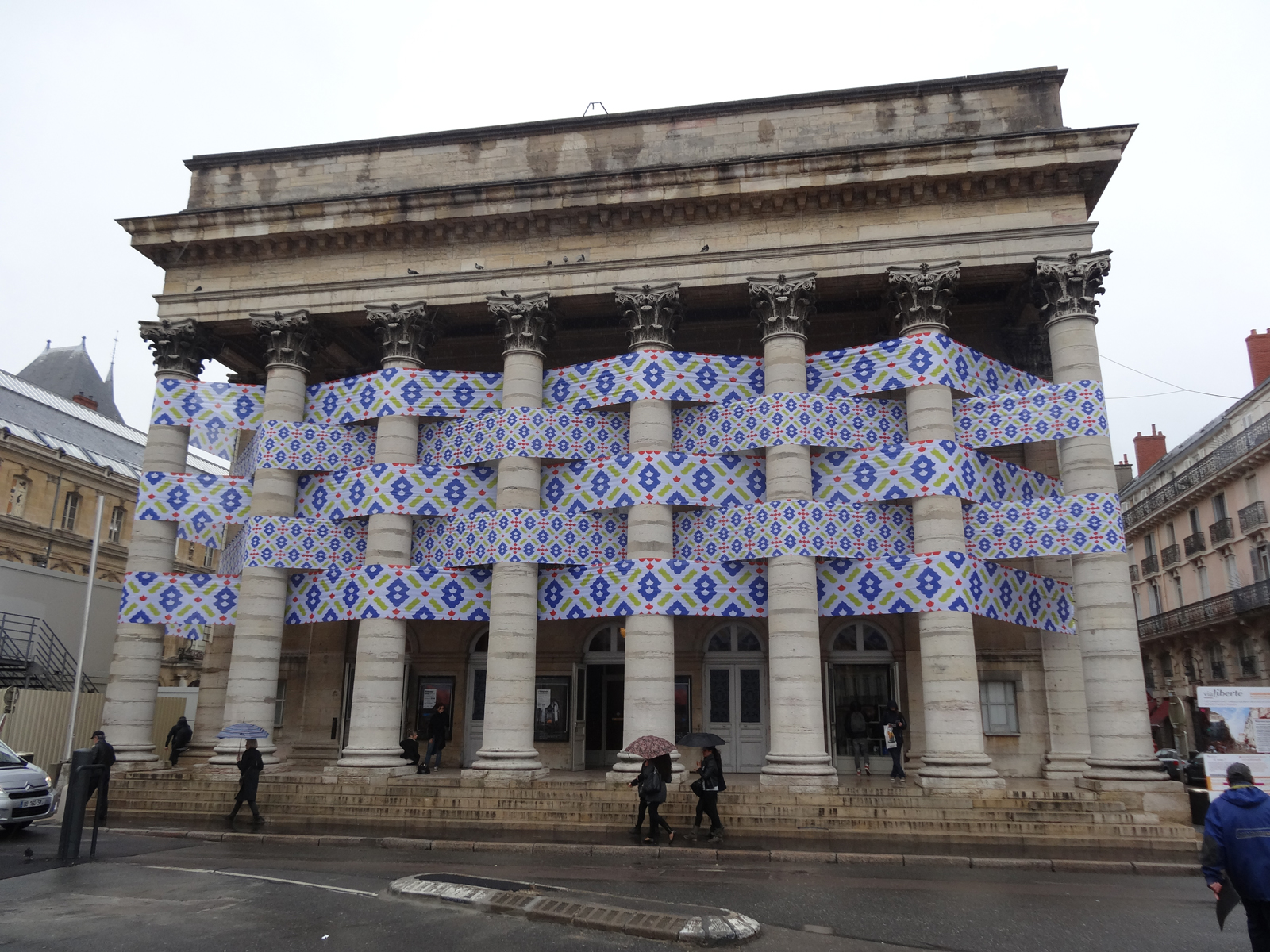
Vorübergehend verziertes Grand Théâtre de Dijon

### Regelmäßige Veranstaltungen
- Jazz en Ville, „Jazz in der Stadt“, findet jährlich im Mai statt.
- Théâtre en Mai, „Theater im Mai“, findet jährlich statt.
- L’Eté Musical, „Musiksommer“, findet jährlich im Juni statt.
- Estivade, ein Festival mit Theater, Gesang und Tanz auf den Plätzen und Straßen von Dijon, findet jedes Jahr im Juni statt.
- Ecrans de l’Aventure, ist ein Festival der Abenteuerfilme und findet jährlich im September statt.
- Open du Rock ist ein Rockfestival, das jedes Jahr im September stattfindet.
- Festival Nouvelles Scènes, „Festival der neuen Szenen“ ist ein Theaterfestspiel, das jährlich im Herbst stattfindet.

## Wirtschaft
Die Wirtschaft der Stadt ist stark diversifiziert. Bedeutend sind neben der Nahrungsmittelindustrie die Metallverarbeitung, die chemische Industrie und die pharmazeutische Industrie.
Von der ehemals blühenden Herstellung des Dijon-Senfs mit über 40 Firmen waren 2012 nur noch drei mittelständische Betriebe geblieben. Auch der letzte große Hersteller, Amora, ist mittlerweile von einem Konzern aufgekauft, der aber im Gegenzug 2005 sein Entwicklungslabor nach Dijon verlegte. Die Produktion der Senfkörner ist aus Burgund nach Kanada abgewandert, wo wesentlich kostengünstiger produziert wird; so wird dort z. B. mit dem Flugzeug gesät.
Von den früheren Nahrungsmittelbetrieben sind heute nur Getreidemühlen geblieben. Es gibt aber auch wieder neue Betriebe, zum Beispiel hat Nestlé eine große Schokoriegelfabrik in Betrieb genommen.
Mehr im Stillen verläuft hier der Weinhandel für die ganze Region, Produktion und Umschlag erfolgen in den nahe gelegenen Winzer- und Abfüllbetrieben an der Côte d’Or. 2022 wurde der Sitz der Internationalen Organisation für Rebe und Wein von Paris nach Dijon verlegt. Der künftige Sitz Hotel Bouchu d'Esterno befindet sich derzeit im Umbau und wird die OIV erst Ende 2024 beherbergen. Bis zum Abschluss der Bauarbeiten sitzt die OIV in der Cité internationale de la gastronomie et du vin.
Die chemische Industrie konzentriert sich auf die Kunststoffverarbeitung, die kleineren Herstellerbetriebe können aufgrund der sehr beengten Verhältnisse innerhalb der Stadt nicht wachsen und den Umzug in eine neue Umgebung nicht finanzieren, zum Teil weil die Anforderungen von Umwelt- und Arbeitsschutz enorm gestiegen sind.
Der größte Betrieb der pharmazeutischen Industrie wurde kürzlich von einem Konzern übernommen und beginnt jetzt mit der mit deutlichen Änderungen verbundenen Anpassung an die neuen Umstände.
Dem Bürgermeister ist es gelungen, mit den umliegenden Gemeinden eine Wirtschaftsregion zu bilden, in der man unter anderem japanische Zulieferer der Automobilindustrie ansiedeln konnte.

## Verkehr

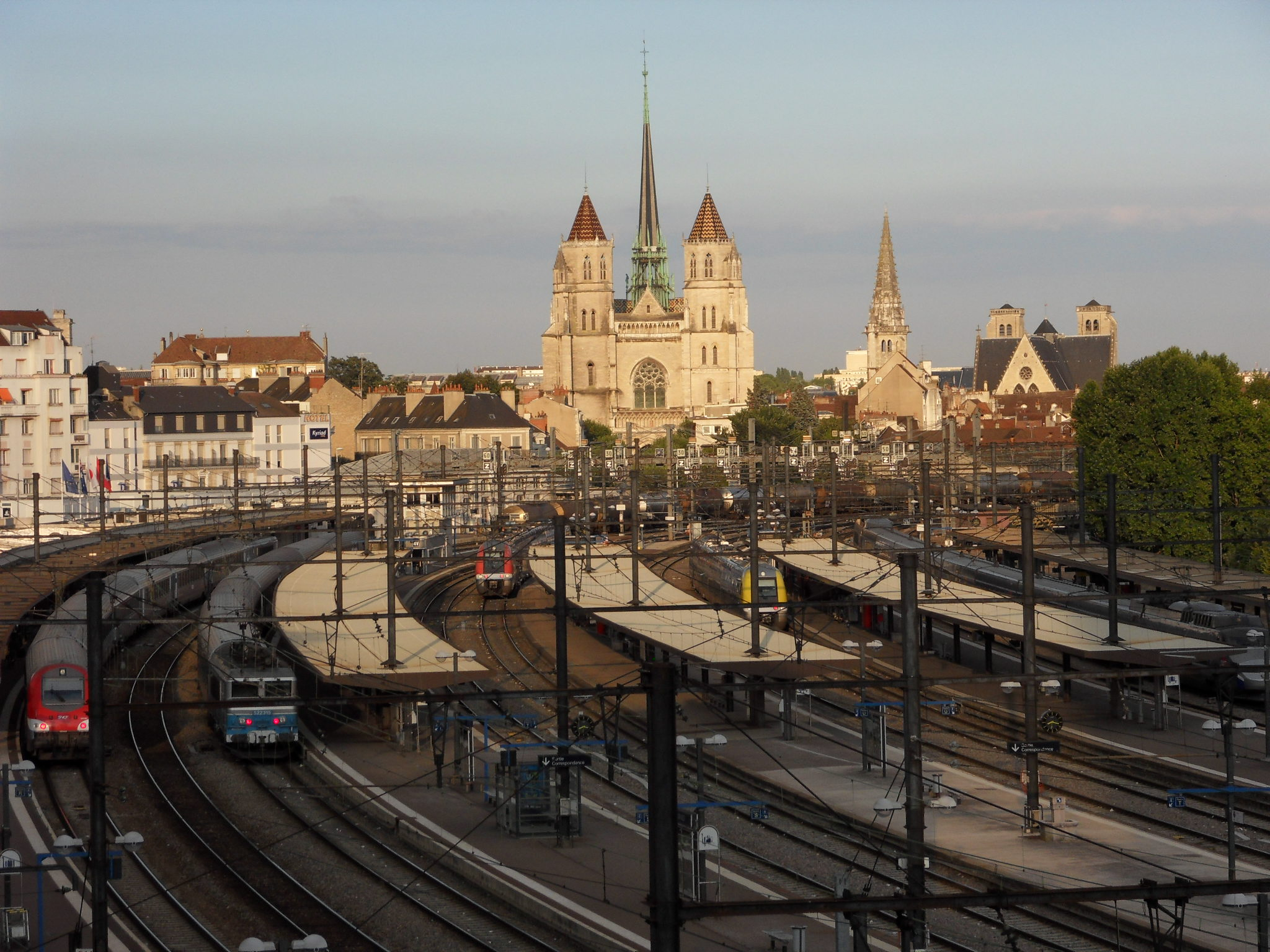
Bahnhof Dijon-Ville (2010)

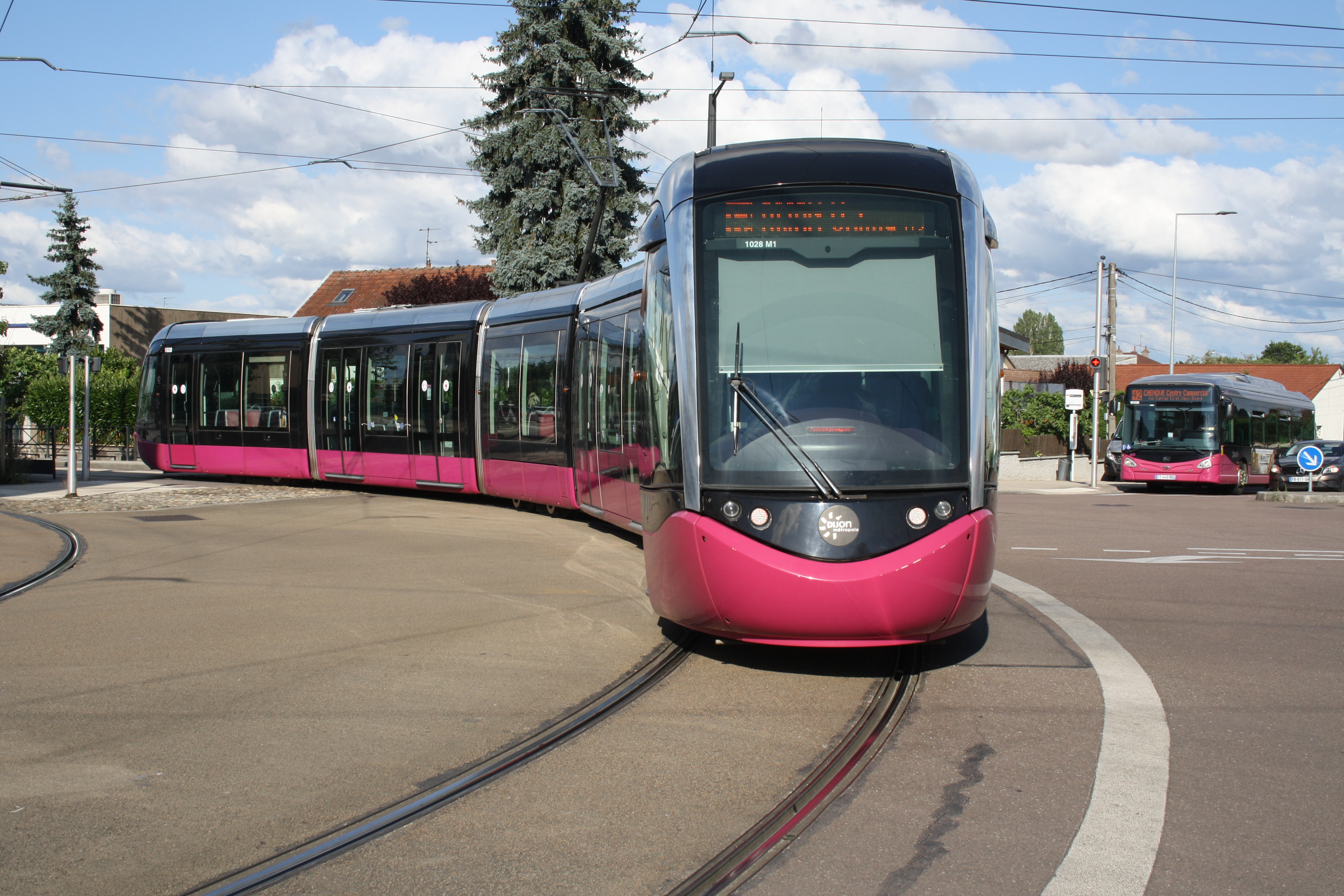
Straßenbahn des Typs Alstom Citadis

Bereits in römischer Zeit lag Dijon an einer wichtigen Fernstraße, deren Reste sich nördlich der Stadt bei Bretigny erhalten haben. Heute liegt Dijon unter anderem an der Autoroute A 31 (Beaune-Luxemburg) und ist Ausgangspunkt der A 38 nach Paris und der A 39 Richtung Bourg-en-Bresse.
Dijon hat als einer der Haupt-Eisenbahnknotenpunkte des Landes zwei Fernbahnhöfe des Personenverkehrs: Dijon-Ville, an der Bahnstrecke Paris–Marseille, mit TGV-Verkehr von Besançon beziehungsweise Lausanne und Vallorbe nach Paris (Fahrzeit 2:05 h) und weiteren Verbindungen nach Bourg-en-Bresse und Dole, sowie Dijon Porte Neuve für die Züge Richtung Langres. Hinzu kommt beim südlich von Dijon gelegenen Weinbauort Gevrey-Chambertin der Rangierbahnhof „Gevrey-Triage“. In den nächsten Jahren sollen im Rahmen des Neu-/Ausbauprojektes LGV Rhin-Rhône die Verbindung an die Hauptstrecke Paris-Lyon-Marseilles (LGV Sud-Est) deutlich verbessert sowie die Reisezeit nach Mülhausen und Straßburg erheblich verkürzt werden.
Der öffentliche Nahverkehr im Großraum Dijon wird momentan von 21 Buslinien getragen, welche täglich circa 146.000 Menschen befördern. Aufgrund der hohen Auslastung der sieben Hauptlinien („Lianes“ – Lignes à niveau élevé de Service) hat die Stadt zwei Straßenbahn-Linien erhalten (→ Straßenbahn Dijon). Die Linie T1 fährt seit dem 1. September 2012 vom Hauptbahnhof nach Quetigny (8,5 km). Die Linie T2 verbindet seit dem 8. Dezember 2012 den südlichen Vorort Chenôve mit dem Gewerbepark Parc Valmy im Norden der Stadt (11,5 km).
Südöstlich der Stadt bei Longvic befindet sich der Flughafen Dijon-Bourgogne, nordwestlich der Flugplatz Dijon-Darois.

## Bildung
- AgroSup Dijon
- Universität von Burgund
- Ecole des beaux arts
- Burgundy School of Business (Ecole supérieure de commerce de Dijon)
- Conservatoire d’art dramatique

## Persönlichkeiten
- Boladé Apithy (* 1985), Säbelfechter

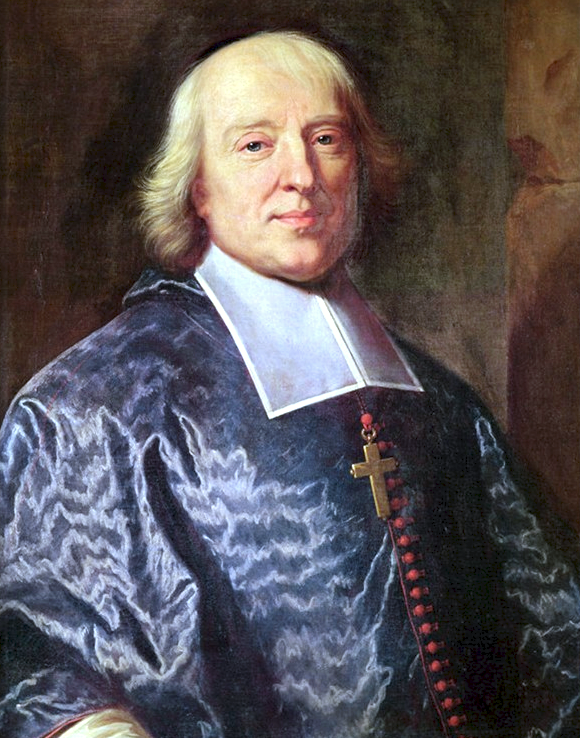
Jacques Bossuet

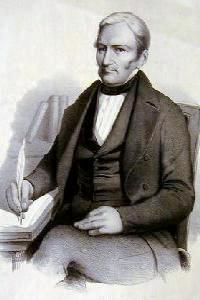
Étienne Cabet

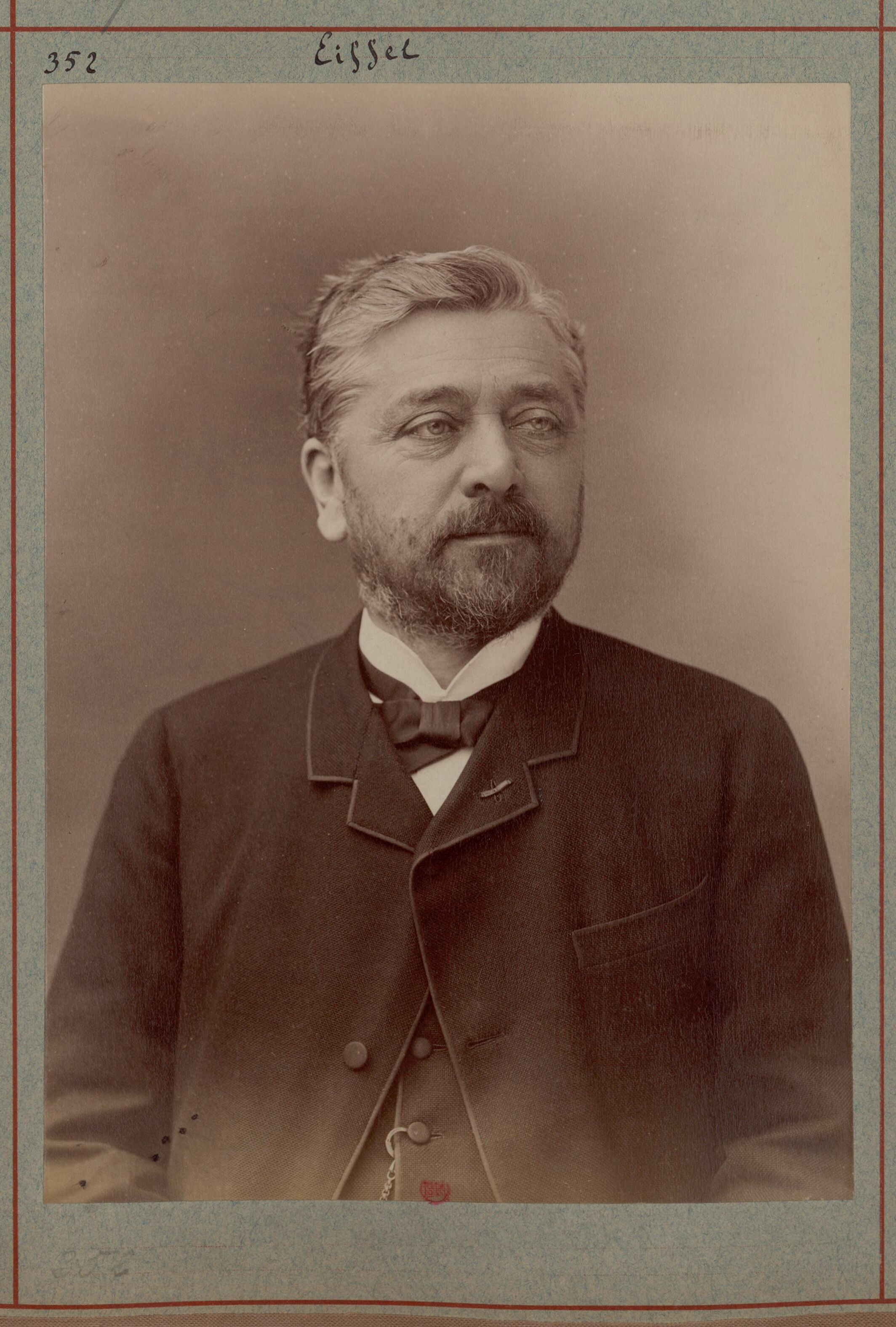
Gustave Eiffel

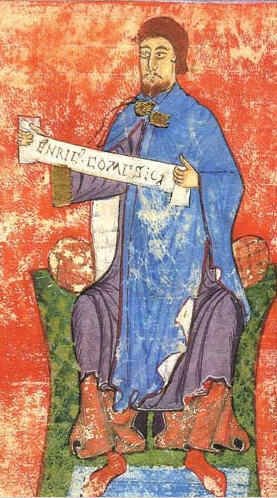
Dom Henrique

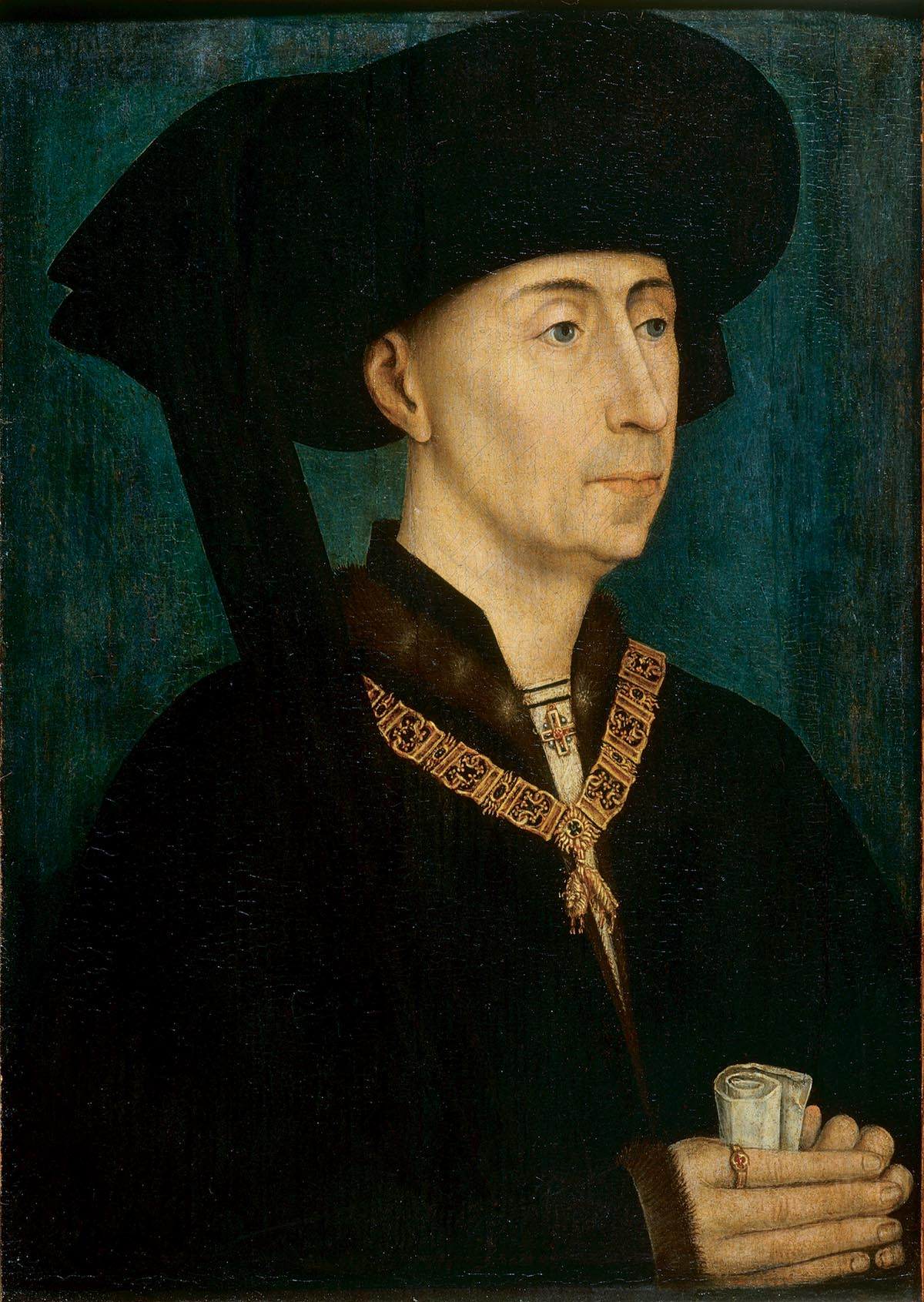
Philippe le bon

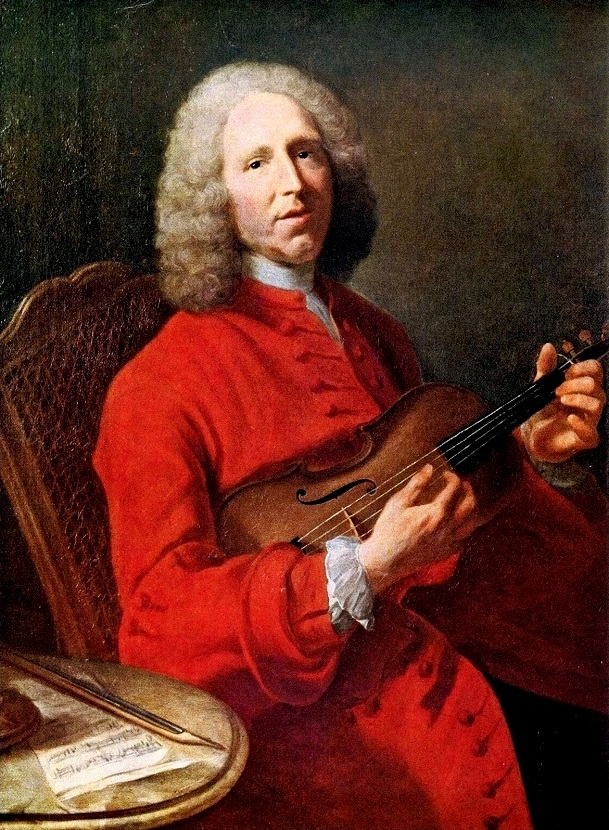
J.P.Rameau

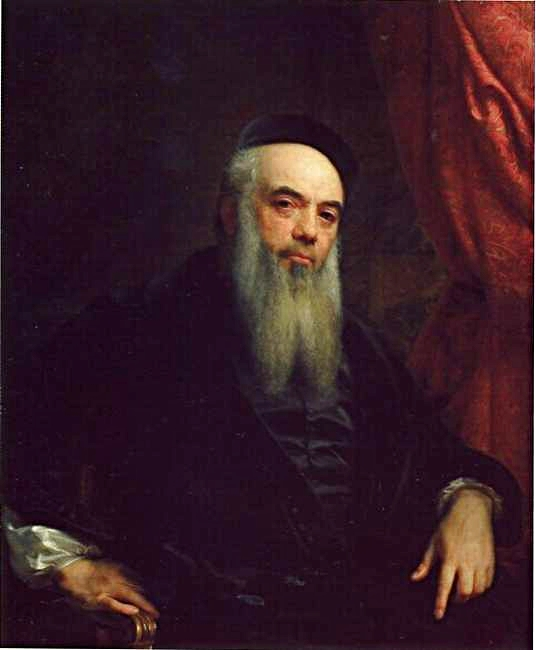
François Rude

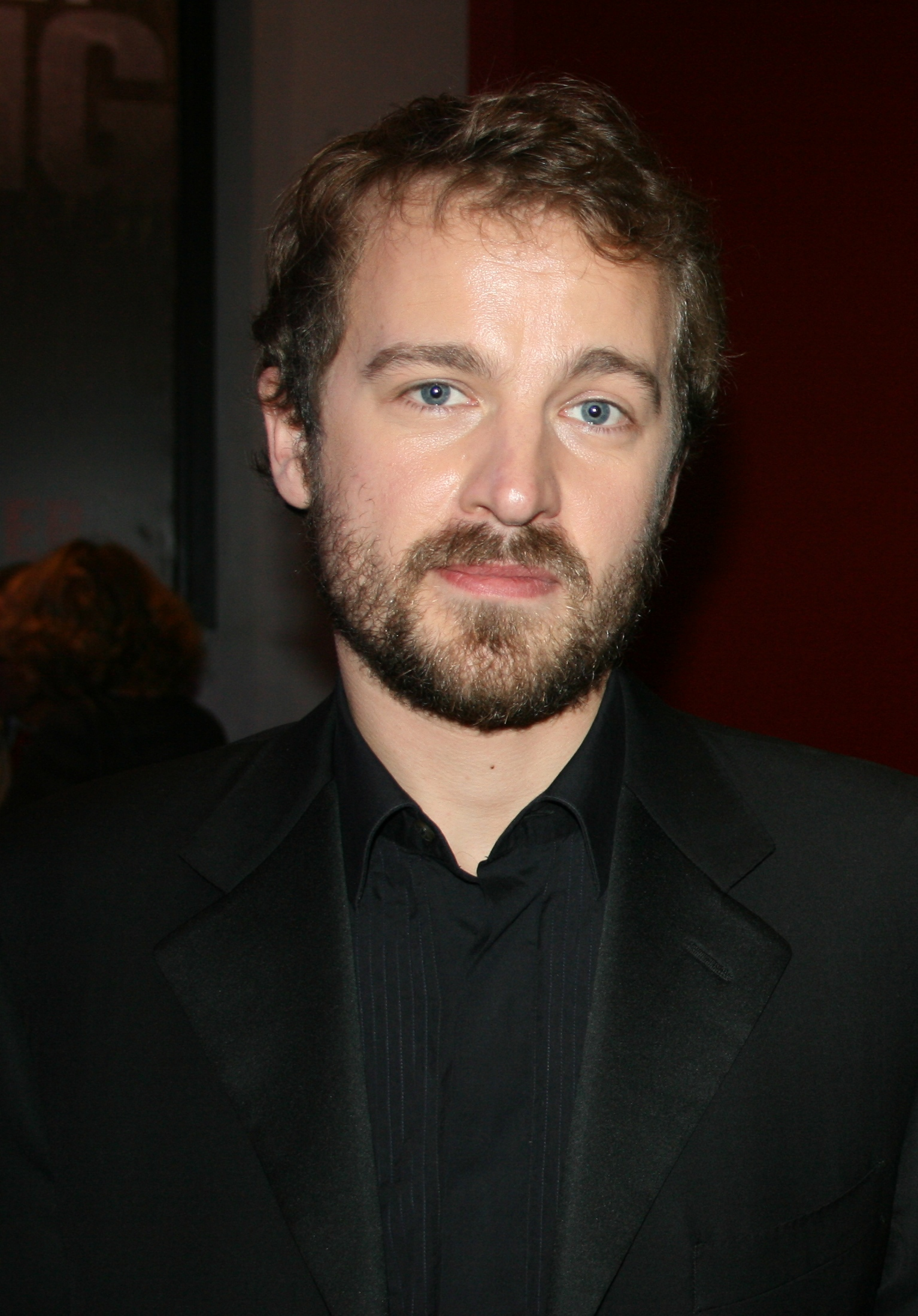
Jocelyn Quivrin

- Yémi Apithy (* 1989), beninisch-französischer Fechter
- Thoinot Arbeau (1519–1595), Choreograf, katholischer Priester und Kanoniker von Langres
- Inès Arouaissa (* 2001), französisch-marokkanische Fußballspielerin
- Denys Bain (* 1993), Fußballspieler
- Claude Balbastre (1724–1799), Komponist und Organist
- Jean Bertholle (1909–1996), Maler und Graphiker der École de Paris
- Étienne Heudelet de Bierre (1770–1857), General
- Philibert François Rouxel de Blanchelande (1735–1793), General, Gouverneur von Saint-Domingue
- Maurice Blondel (1861–1949), Philosoph
- Loïs Boisson (* 2003), Tennisspielerin
- Maurice Boitel (1919–2007), Maler
- Hubert Bony (1938–2025), römisch-katholischer Priester und Mönch des Trappistenordens
- Pierre Bordet (1914–1996), Geologe und Vulkanologe
- Jacques Bénigne Bossuet (1627–1704), Theologe, Bischof und Schriftsteller
- Jean Bouhier (1673–1746), Gelehrter und Mitglied der Académie française
- Jean-Bernard Brisebarre (1775–1849), Schauspieler
- Étienne Cabet (1788–1856), Publizist, Politiker und Revolutionär
- Lucien Cailliet (1891–1985), Komponist und Klarinettist
- Johanna Franziska von Chantal (1572–1641), Heilige der Katholischen Kirche
- Paul Charles Chocarne-Moreau (1855–1930), Genremaler
- Gaspard de Clermont-Tonnerre (1688–1781), Herzog, Marschall von Frankreich
- Alexandra Collin (* 1994), Fußballschiedsrichterin
- Claude Courtépée (1721–1781), wirkte als Professor und Studienpräfekt am Collège des Godrans in Dijon
- Henry Darcy (1803–1858), Ingenieur, der sich mit der Durchströmung poröser Medien beschäftigte und für laminares Fließen einen linearen Zusammenhang fand
- Marine Debauve (* 1988), Turnerin
- Louis Deibler (1823–1904), Scharfrichter
- Henri François Delaborde (1764–1833), Revolutionsgeneral
- Camille Depuiset (* 1998), Handballspielerin
- Luc Dietrich (1913–1944), Schriftsteller
- Frédéric Dole (* 1975), Handballspieler
- Nina Dury (* 2004), Handballspielerin
- Gustave Eiffel (1832–1923), Ingenieur
- Charles Eisenmann (1903–1980), Rechtswissenschaftler
- Édouard Estaunié (1862–1942), Schriftsteller
- Isabelle Ferrer (* 1974), Triathletin
- Christophe Fiatte (1967–2015), Fußballspieler
- Maurice Gaidon (1928–2011), römisch-katholischer Bischof
- Patrick Gérard (* 1961), Mathematiker
- Claude Gilbert (1652–1720), utopischer Schriftsteller
- Edouard Giroux (1871–1949), Autorennfahrer
- Jérôme Golmard (1973–2017), Tennisspieler
- Nicolas Gougenot (1580–1640), Schriftsteller
- Bénigne Le Gouz de Gerland (1695–1774), Historiker
- Charles Gravier, comte de Vergennes (1717–1787), Staatsmann
- Jean-Pierre Guézec (1934–1971), Komponist
- Roger Guillemin (1924–2024), französisch-US-amerikanischer Biochemiker
- Cécile Haussernot (* 1998), Schachspielerin
- Heinrich von Burgund (1069–1112), Graf von Portugal und Stammvater des Hauses Burgund
- Claude Jade (1948–2006), Schauspielerin
- Johann Ohnefurcht (1371–1419), Herzog von Burgund
- Jean-Claude Justice (1949–1999), Autorennfahrer
- Félix Kir (1876–1968), Kanoniker und ehem. Bürgermeister der Stadt (Erfinder des Kir bzw. Kir Royal)
- Karl der Kühne (1433–1477), letzter Herzog von Burgund
- Bernard de La Monnoye (1641–1728), Dichter, Gelehrter und Mitglied der Académie française
- Anne Lauvergeon (* 1959), Managerin
- Michaël Lucerne (* 1964), Maler und Objektkünstler
- Hugues-Bernard Maret (1763–1839), Staatsmann und Publizist
- Maria von Burgund (≈1393–1463), burgundische Prinzessin
- Clément-Pierre Marillier (1740–1808), Illustrator
- Edme Mariotte (um 1620–1684), Physiker
- Charles Mazeau (1825–1905), Politiker
- Matthieu Mazué (* 1995), Jazzmusiker
- Alexis Miellet (* 1995), Leichtathlet
- Mathurin Moreau (1822–1912), Bildhauer
- Louis Pierre Gabriel Bernard Morel-Retz (1825–1899),  Maler und Karikaturist
- Claude Louis Marie Henri Navier (1785–1836), Mathematiker und Physiker
- Fabien Palcau (* 1997), Langstreckenläufer
- Pierre Kardinal Petit de Julleville (1876–1947), Erzbischof von Rouen
- Anne Plichota (* 1968), Jugendbuchautorin
- Philipp der Gute (1396–1467), Herzog von Burgund
- Louise Pitel (1665–1740), Schauspielerin
- Pichou (1597–1631), Dramatiker
- Alexis Piron (1689–1773), Jurist und Schriftsteller
- Pierre-Isaac Poissonnier (1720–1798), Mediziner
- Nelly Pouget (* 1955), Jazzmusikerin und Komponistin
- Jocelyn Quivrin (1979–2009), Schauspieler
- Bogdan Racovițan (* 2000), rumänisch-französischer Fußballspieler
- Jean-Philippe Rameau (1683–1764), Komponist und Theoretiker
- Andy Randriamiarisoa (* 1984), madagassischer Skirennläufer
- Virginie Razzano (* 1983), Tennisspielerin
- François Rebsamen (* 1951), Bürgermeister
- Albin Roussin (1781–1854), Marineoffizier
- François Rude (1784–1855), Bildhauer
- Gaspard de Saulx, seigneur de Tavannes (1509–1573), Feldherr und Marschall von Frankreich
- Théodore Simon (1873–1961), Mediziner und Erfinder eines Intelligenztests
- Carl Stemmler (1904–1987), Zoologe
- Laurent Ulrich (* 1951), römisch-katholischer Geistlicher, Erzbischof von Paris
- Jean-Baptiste Philibert Vaillant (1790–1872), General und Marschall von Frankreich
- Eugène Verpault (1885–1980), Autorennfahrer
- Virginie Viard (* 1962), Kostüm- und Modedesignerin